# 大澳

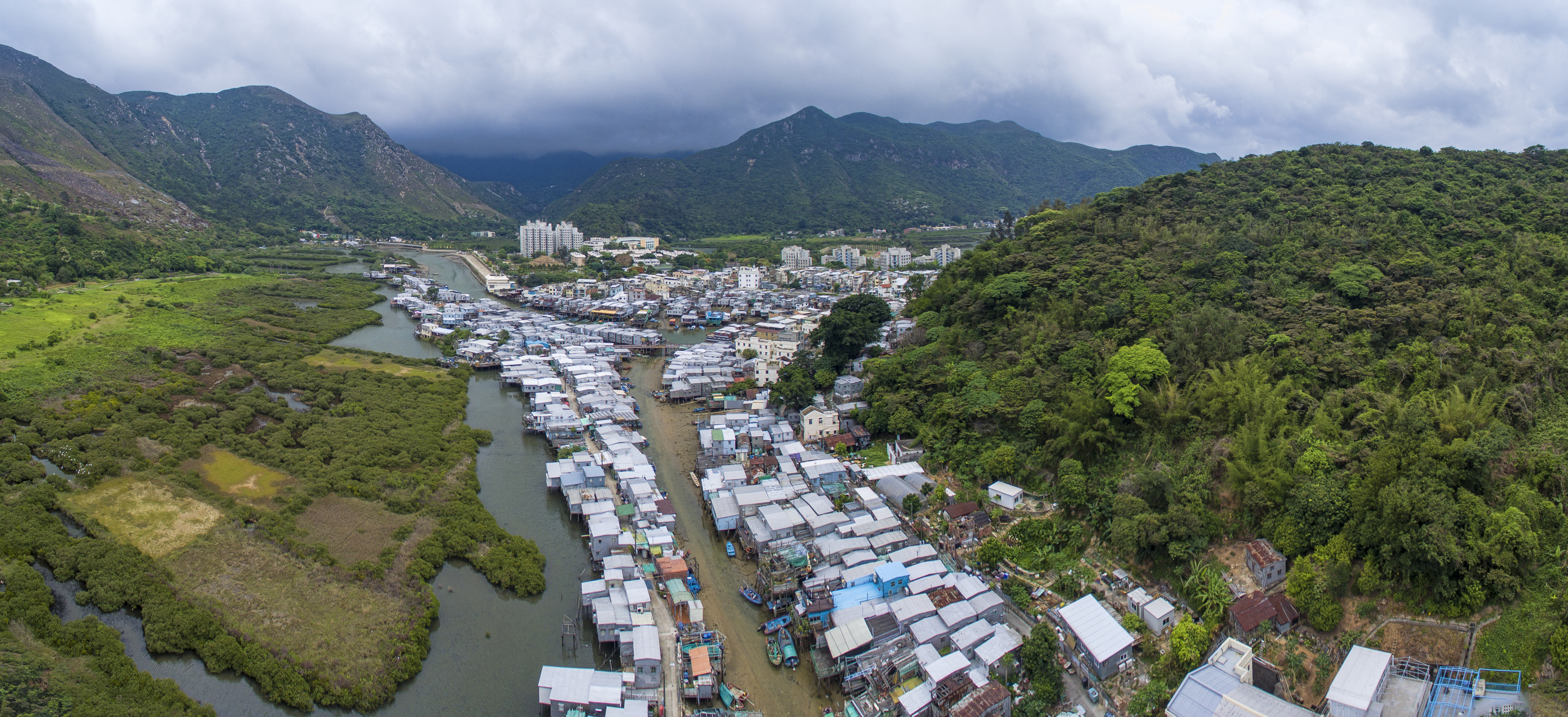
大澳整個社區以棚屋為主，有濃厚的漁村氣息

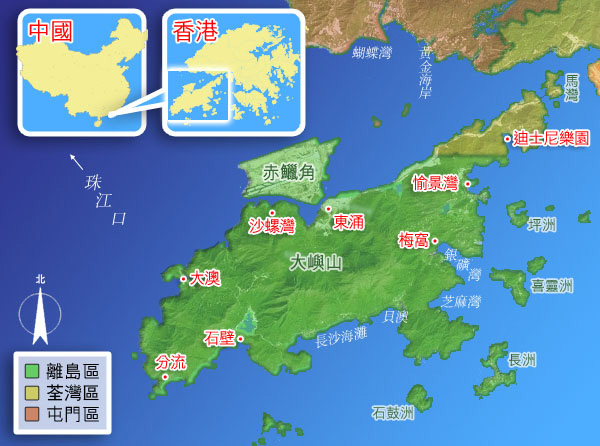
大澳在大嶼山西部位置圖

大澳（英語：Tai O）位於香港新界大嶼山西部，是香港現存最著名的一條漁村，村落部分位處大澳島上。
大澳一條水道向西、北岔開，大澳島正位處分岔口之上。大澳地形獨特，大部分位處河岸，靠兩道步行橋將兩岸連接。大澳面向南中國海的西和北面是港珠澳大橋的跨境高速公路及海底隧道，而大澳東北面不遠處是香港國際機場。

## 歷史

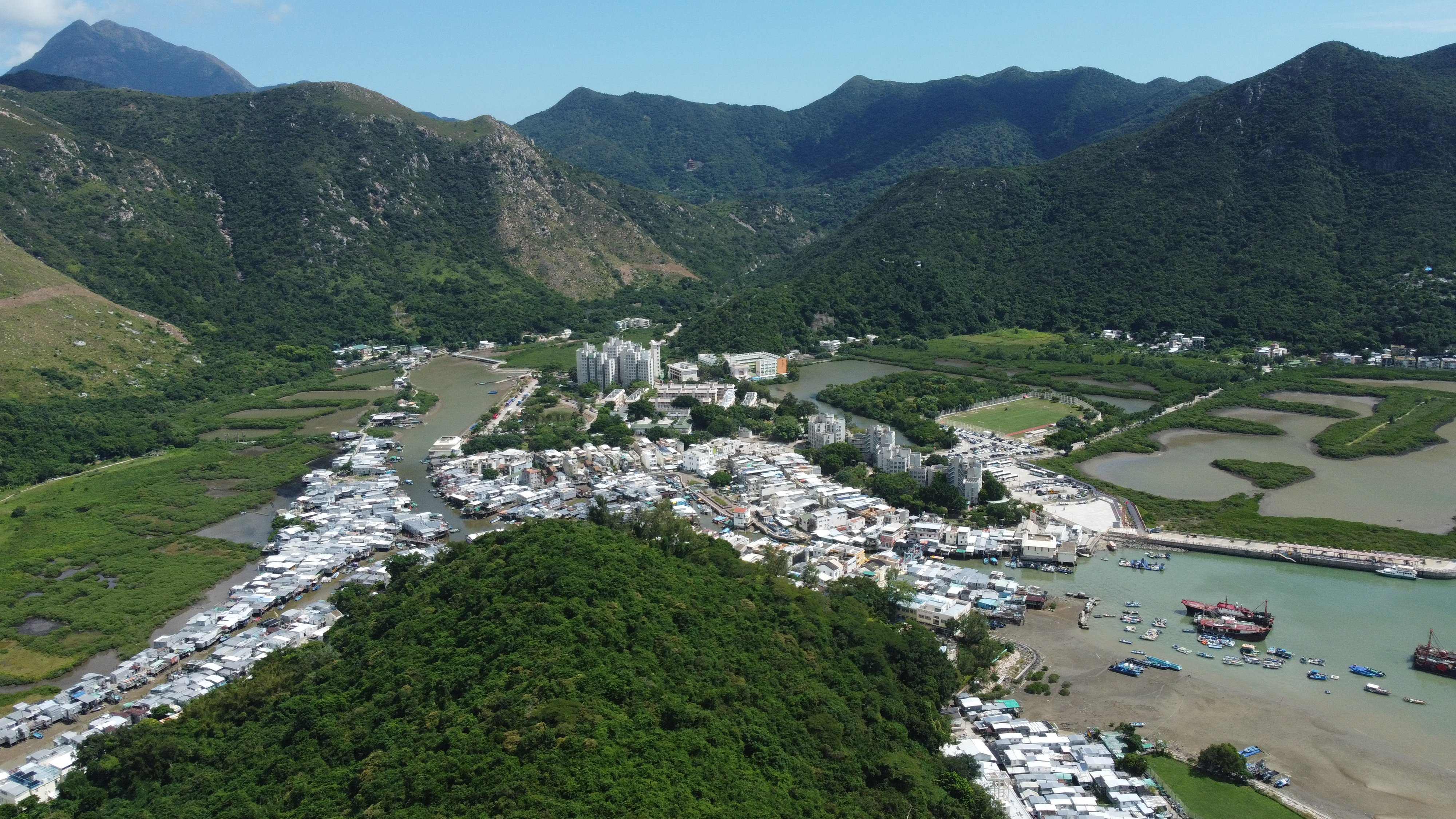
鳥瞰大澳全景（2022年10月）

現在大澳附近的考古學遺址——鹽田遺址，可上溯至石器時代，但固定而可稽考的人類部落則只有三個世紀的歷史。一些不可能證實的傳聞如下：一、大澳是許多走私和海盜行動的基地；二、涌口能夠防禦暴風雨；三、這裏有一處隱藏的地方。在附近，分流有一道要塞早建於1729年，用以保衛珠江上的航運。現時，走私鎗械、煙葉或毒品，以至偷運人蛇進出中國大陸這些非法行動。
宋朝時期，大澳鹽業開始發展。
16世紀佛朗機人（即葡萄牙人）抵達中國南部沿海，建立葡佔屯門，葡萄牙王國曾佔領大澳一帶興建補給據點，後在屯門一帶被明朝軍隊擊退，史稱屯門海戰。當時的據點被居民稱為番鬼塘（番鬼為粵語，指西洋人），一直留存至今。
清朝初期，為了截斷鄭成功的補給而實施遷界。復界後30年即1699年才興建了楊侯廟。1713年修建了天后廟，1741年修建關帝廟。
英國人來港時，大澳稱作蜑家村。國共內戰及戰後，大澳成為從中國大陸逃難的非法移民的首要落腳點。

大澳船隻碇泊保護區工程已於2005年完成

近年大澳的漁業日漸式微，村民單靠捕魚難以維持生計，於是轉而從事海產加工，大澳亦以此聞名。區內只剩下一所公立學校辦學，大多數青年成年後都會離開大澳工作或求學。
大澳棚屋連綿，但歷來遭政府取締。1980年拆了首批一涌棚屋，1993年再宣佈將清拆全部棚屋。回歸後，董建華政府提出拆棚屋建大馬式渡假村，遭居民和輿論反對，至2002年才決定保留棚屋、鹽田。
2000年7月2日，大澳棚屋遭四級火災，沙仔面90多間棚屋幾乎化灰，對漁區而言，是一場大災難。有關方面致力恢復大澳的舊觀。現存的大多是臨時營房和破爛的棚屋。
由於大澳交通過度擁擠，緊急車輛無法到達部分區域，為了改善交通，香港政府於2007年提出了大澳改善工程，包括在遠離大澳市中心的寶珠潭和鹽田建造水都雙橋，讓行人和緊急車輛通過。
2008年6月7日，香港天文台發出黑色暴雨警告，廣泛地區爆發雨災，其中大澳地區災情最嚴重，其中陸路交通與供水和電訊系統全面中斷。8月22日，颱風鸚鵡襲港，天文台懸掛九號烈風或暴風增強信號，其間一間教會辦公室被水淹浸。9月23日至24日，颱風黑格比襲港，香港天文台發出八號烈風或暴風信號，受到大潮及颱風的影響，大澳發生了一米多的風暴潮，出現嚴重水浸，供電在不足半年內再次因為天災而中斷。2018年山竹襲港，大澳變成了「水村」。

## 漁業
大澳位於珠江河口，海灣水道是自然的避風港，成為漁民的基地。根據關帝廟內一塊1903年碑記，當時有罟船、網艇及釣艇三類漁船，漁獲經過漁商的鮮艇來銷售外地。附近海域盛產黃花魚、鰽白、鮫魚和倉魚。漁民以大尾艇來作業，並以捕捉黃花和鰽白為主。1950年代初期，由於漁獲豐富，所以大尾艇多達300艘。後來香港政府推動漁業機動化，機動化漁船由1940年代的116艘，上升至1960年代的1,747艘。可是由於大澳漁獲以黃花魚為主，而香港海域的黃花魚產量從1954年開始下滑，到了1958年不及1954年的一半。因此大澳整體漁業受到打擊，在1950年代末開始式微。1960年代黃花漁季開始消失，大澳漁業持續衰退。1970年代珠江附近漁場的資源枯竭，漁民被逼前往深海捕魚。雖然營業額提高了，但漁船數目繼續下降。1980年代，漁船數目只佔全港的百分之三。

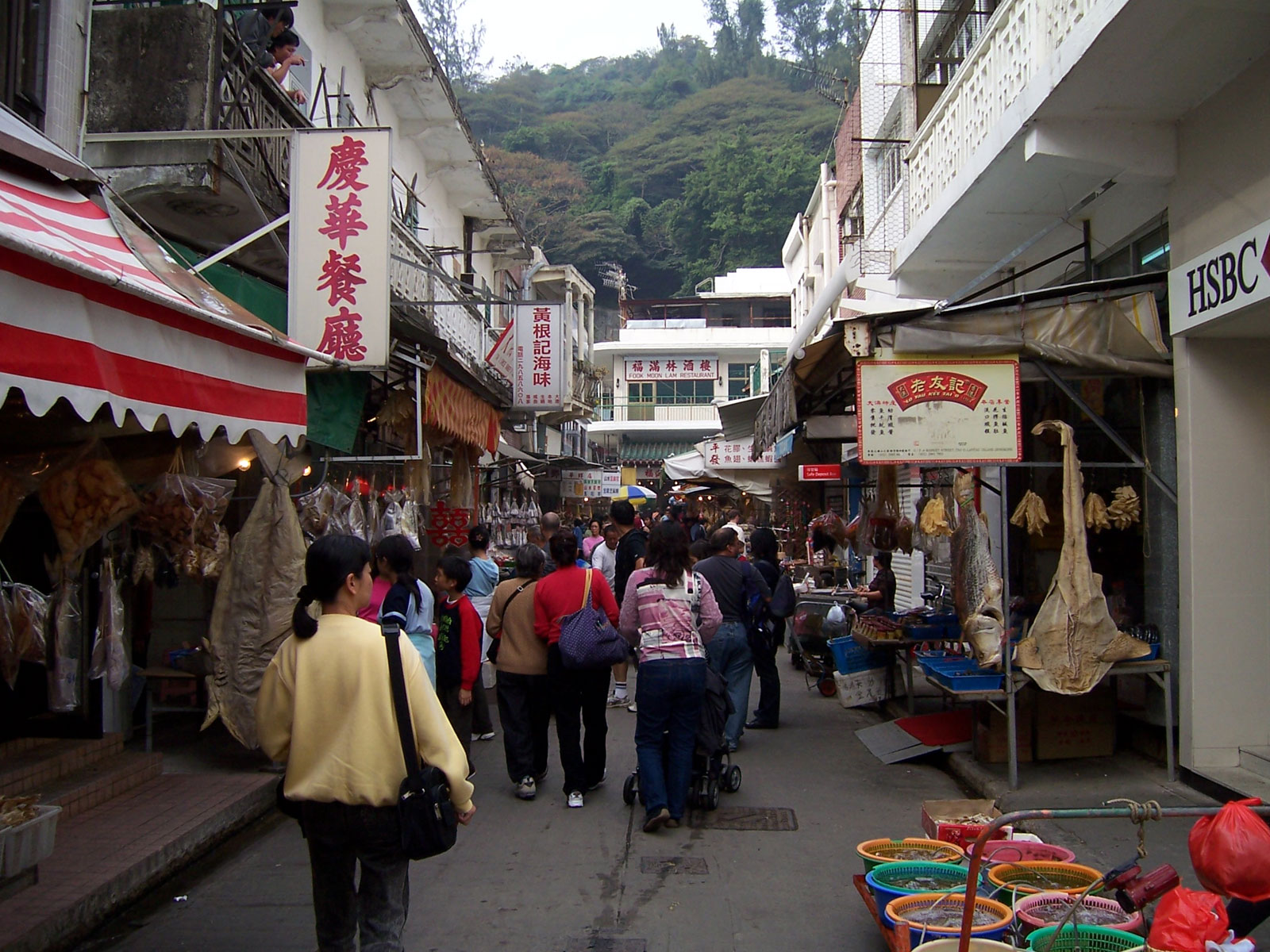
大澳的市集

## 旅遊

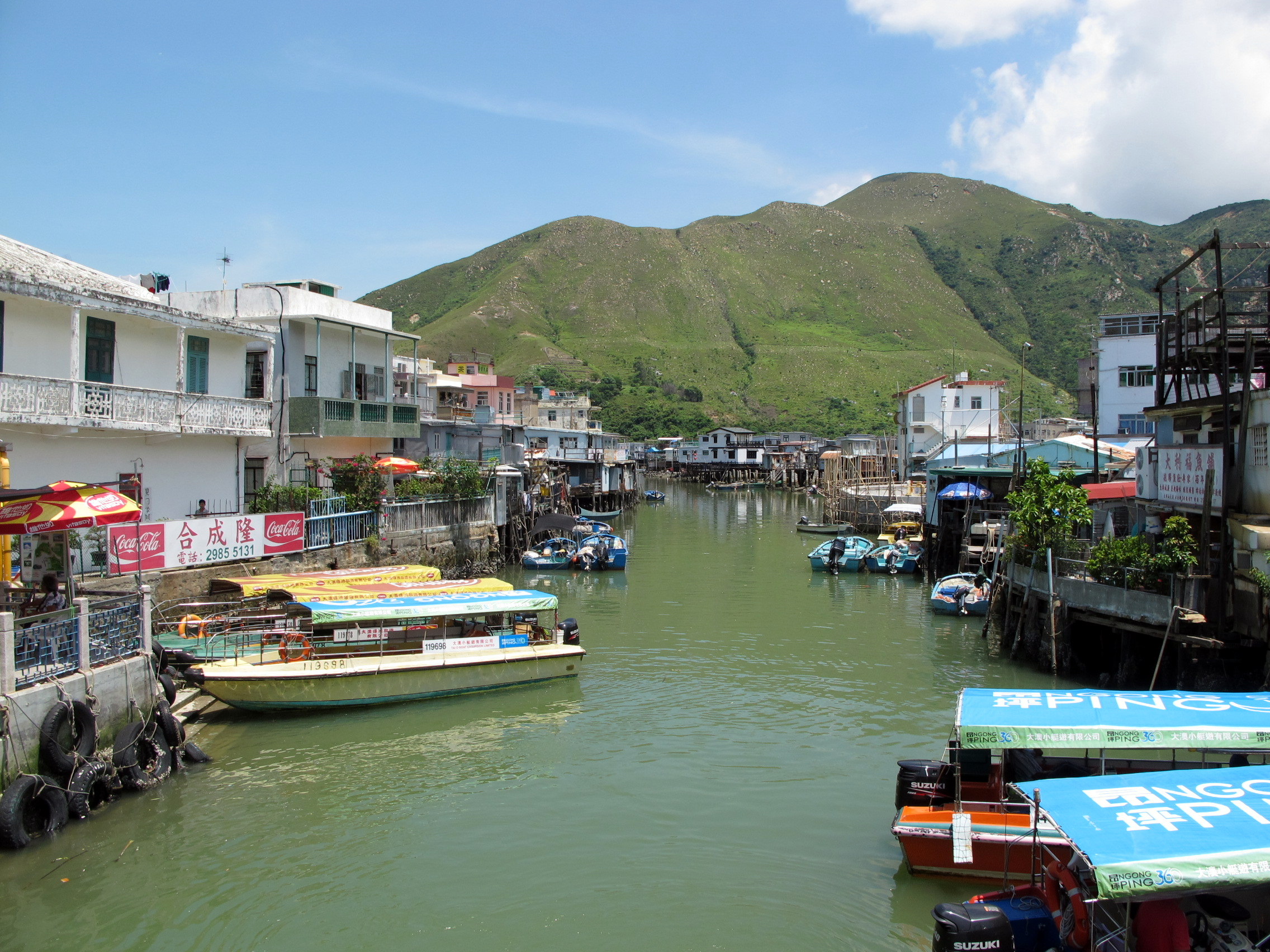
大澳的棚屋

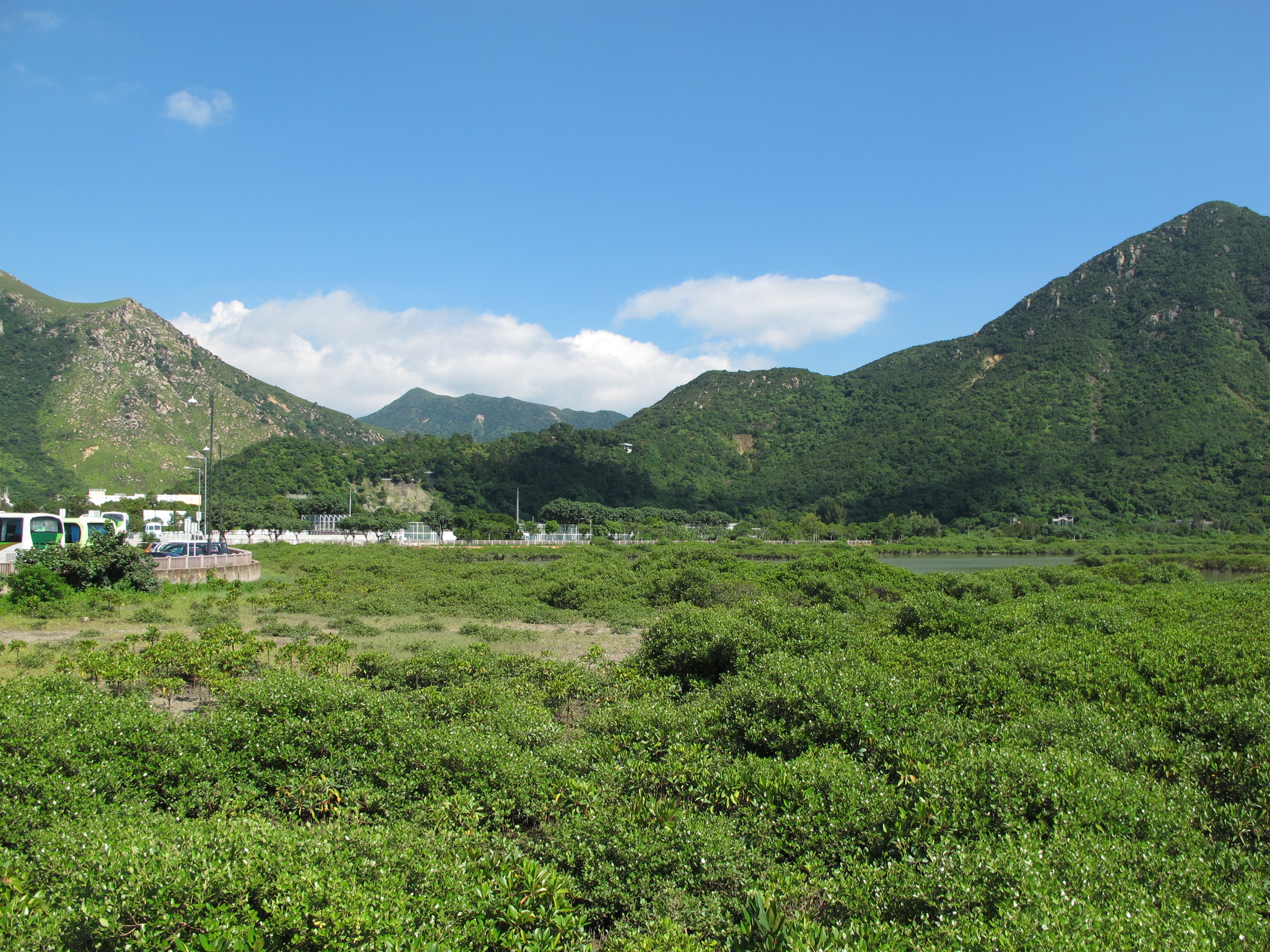
大澳的紅樹林

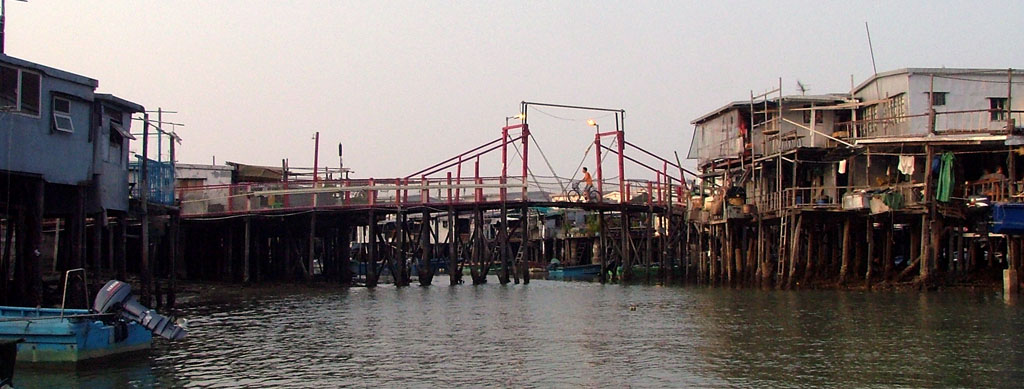
新基大橋位處棚屋建築群之間，連接大澳島和新基

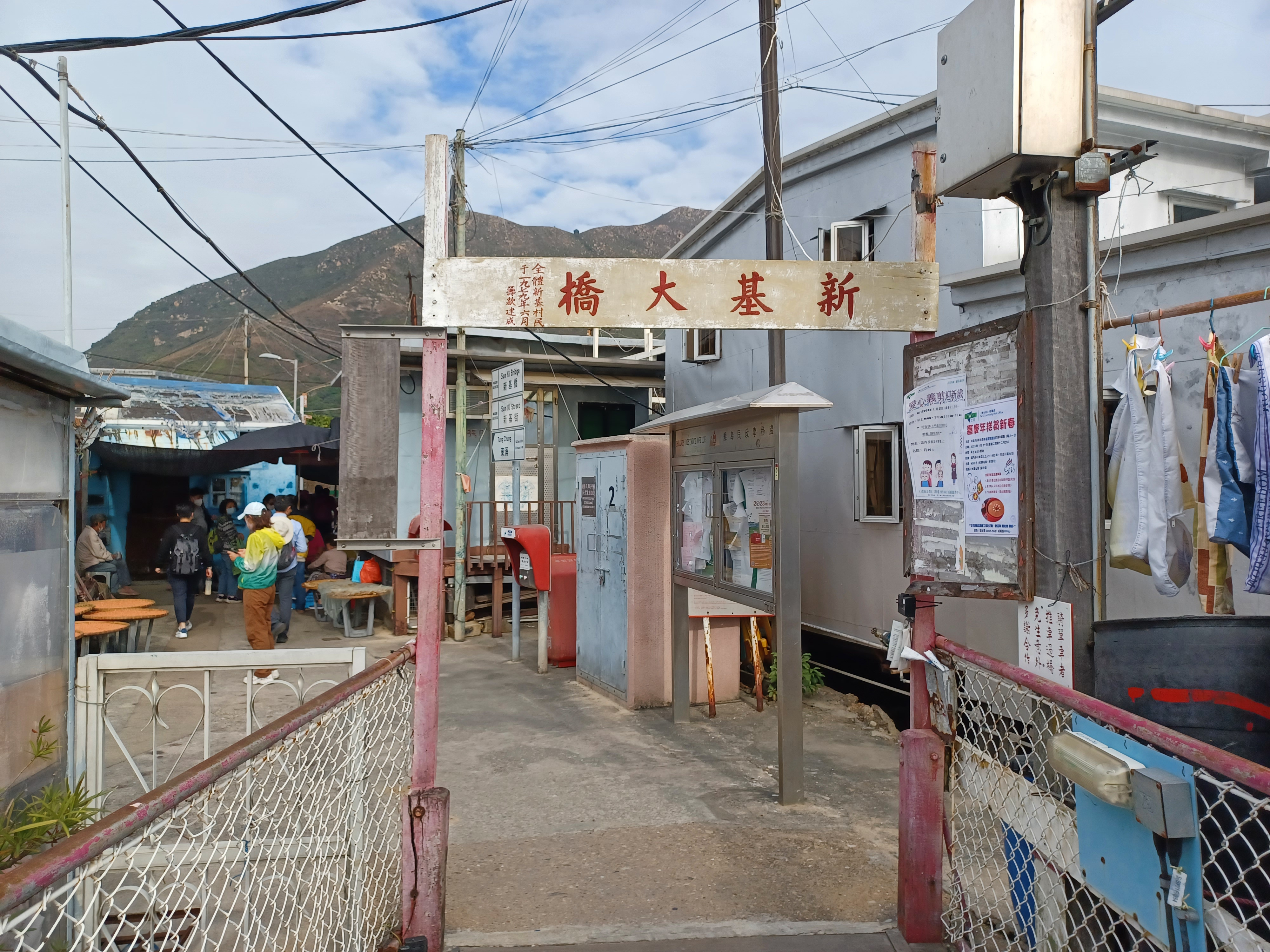
新基大橋望向新基街

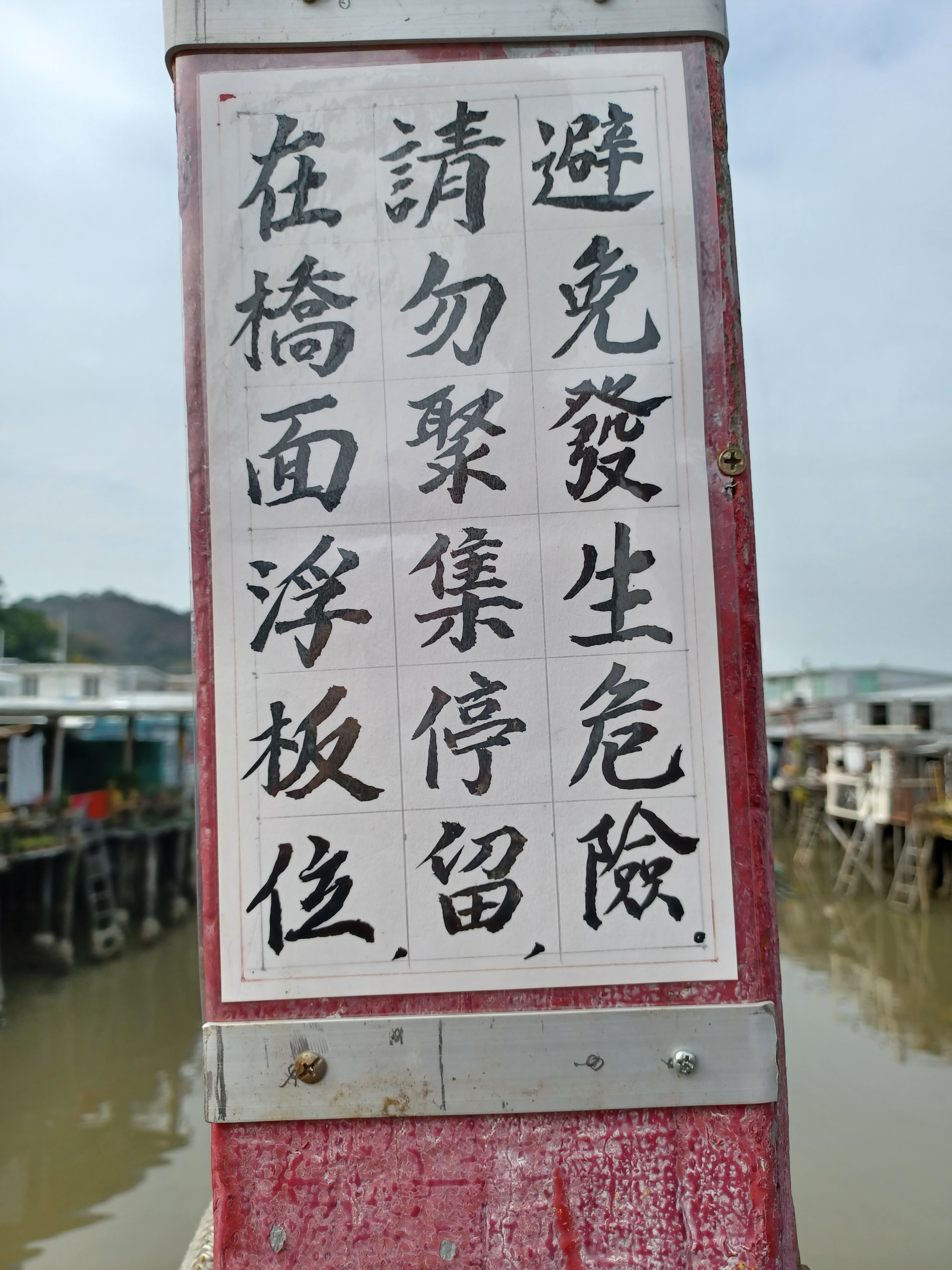
新基大橋的書法告示

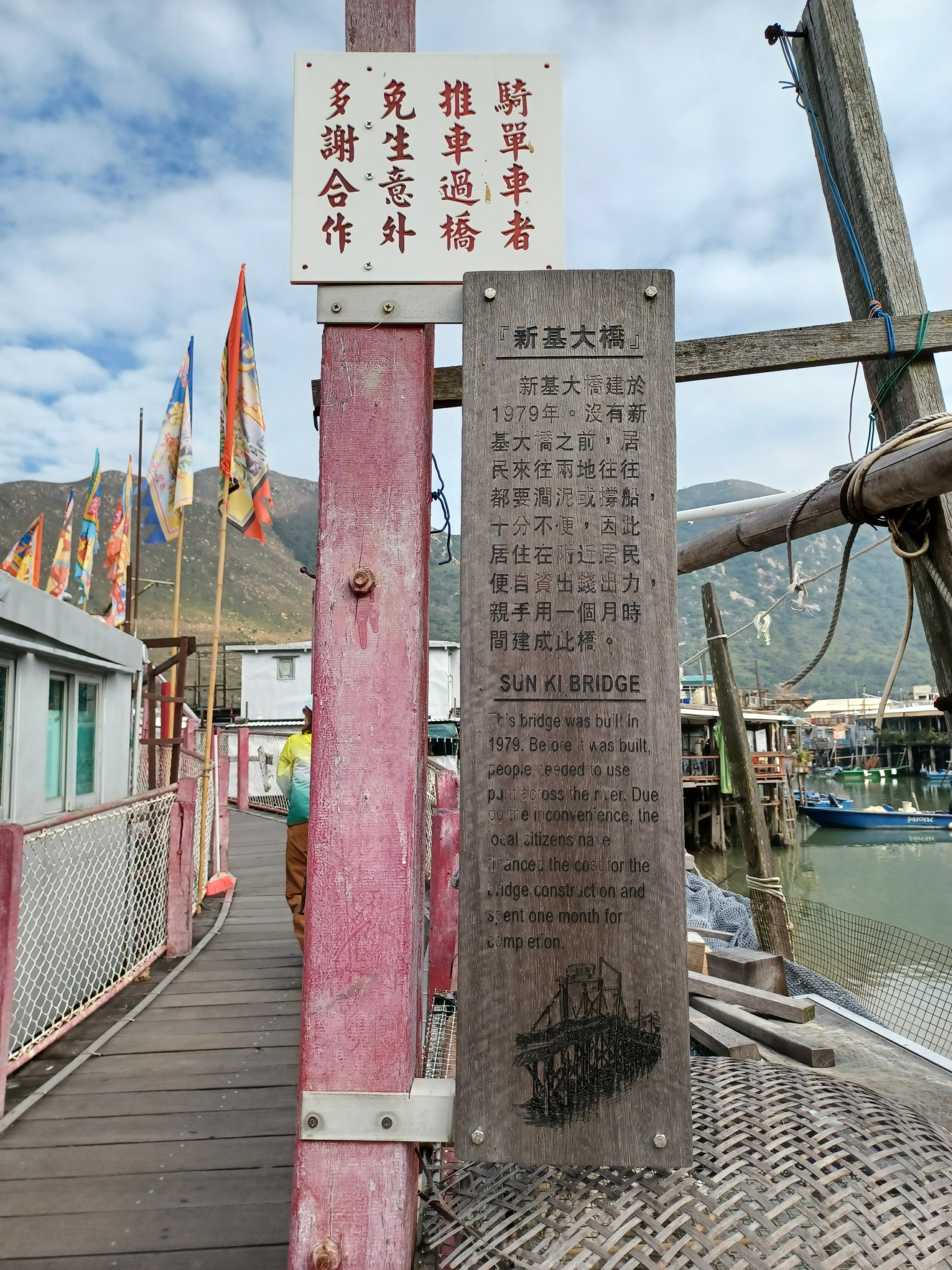
新基大橋簡介

儘管在2000年7月2日經歷大火，大澳至今仍是港人和遊客的旅遊熱點。水道上的棚屋，依然滲透著濃厚的漁村氣息。由當地女性管理來往涌口兩岸的橫水渡，過往頗受遊客歡迎，現已被1996年9月29日落成的鋼製步行橋──大澳涌行人橋取代。因為橫水渡是依靠人力拉動繩纜的舢舨，所以亦稱為「繩橋」。
遊客來到大澳，鹹魚、茶果、蝦醬和魚肚是他們首選的手信，在店面和中心大街兩旁均有售賣。除在大澳街市街選購外，亦可前往石仔埗街的店舖購買。旅客只需數十元，便可租借由村民駕駛的小船，引領遊客縱橫水道，並往海中短途游覽。為了觀賞中華白海豚，許多遊客都會選擇前往大澳體驗水鄉之旅。值得一提的是，船行在海面，由於鄰近珠江，遊客的手機可收發中國大陸的訊號。
遊客還可欣賞當地的自然風貌，由於大澳位於鹹淡水交界位置，附近有大量的紅樹林生長。同時，還吸引不少招潮蟹及彈塗魚在附近生活。
當地有一所大澳楊侯古廟，於清朝康熙年間興建，紀念南宋名臣楊亮節。楊侯古廟是大澳區內主廟，每年端午節的遊涌活動，皆先前往楊侯古廟迎神。
大澳文化博物館成立於2000年，是一個非政府資助的非牟利民間團體－大澳文化工作室所建立的香港首間民間博物館。他們還建議興建「鹽業文化資料館及旅遊資源中心」。
2008年9月25日，大澳文化博物館受颱風黑格比一夜吹襲，幾乎把內裏所有文化財產全部摧毁浸濕。工作室負責人表示因資金問題，未必會再花錢維修繼續經營。
2011年大澳端午節龍舟遊涌的傳統儀式列入國家級非物質文化遺產名錄。有居民相信遊涌儀式成為全港非物質文化遺產後，可以促進大澳旅遊業。

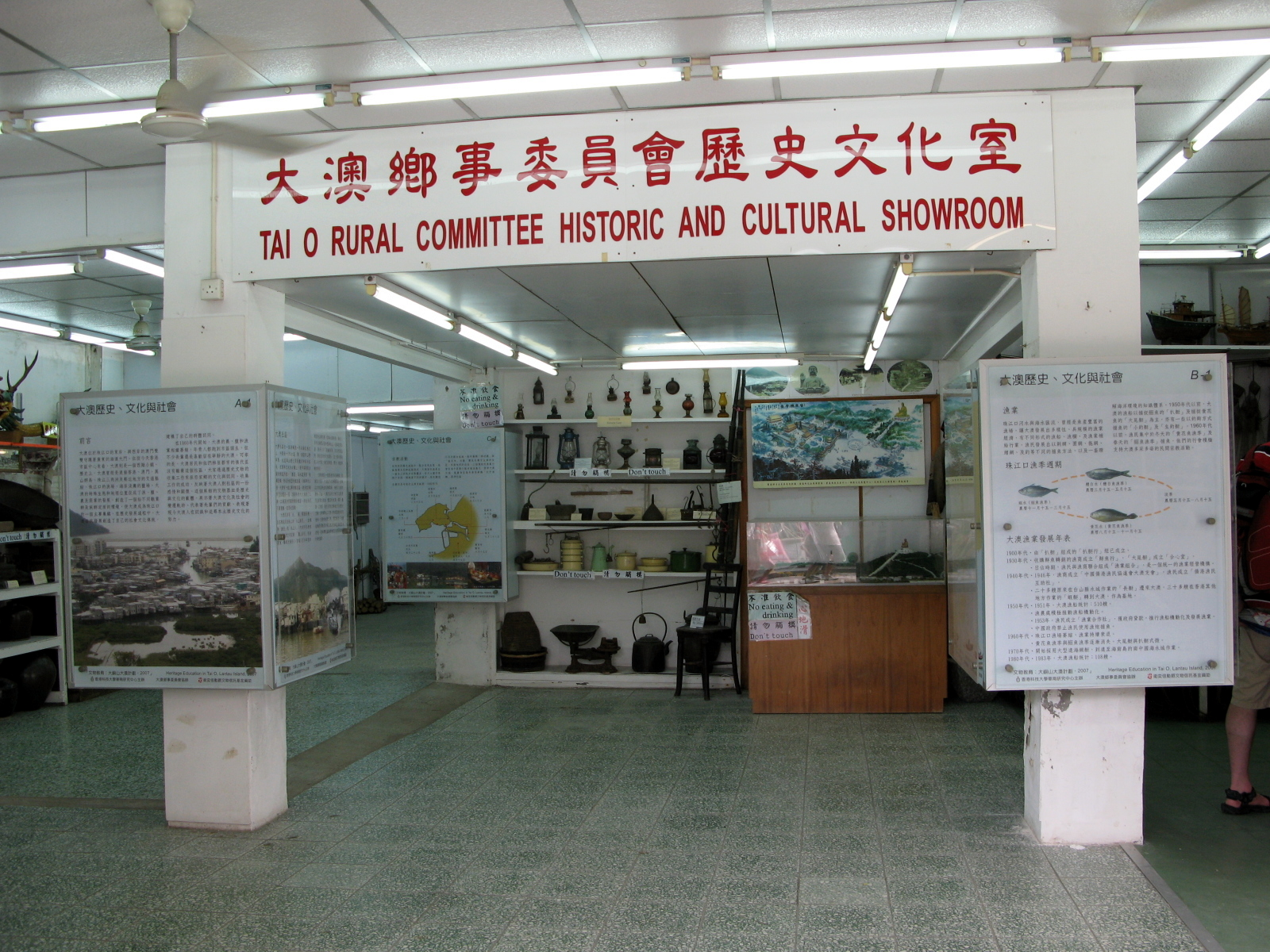
大澳文化工作室的展品
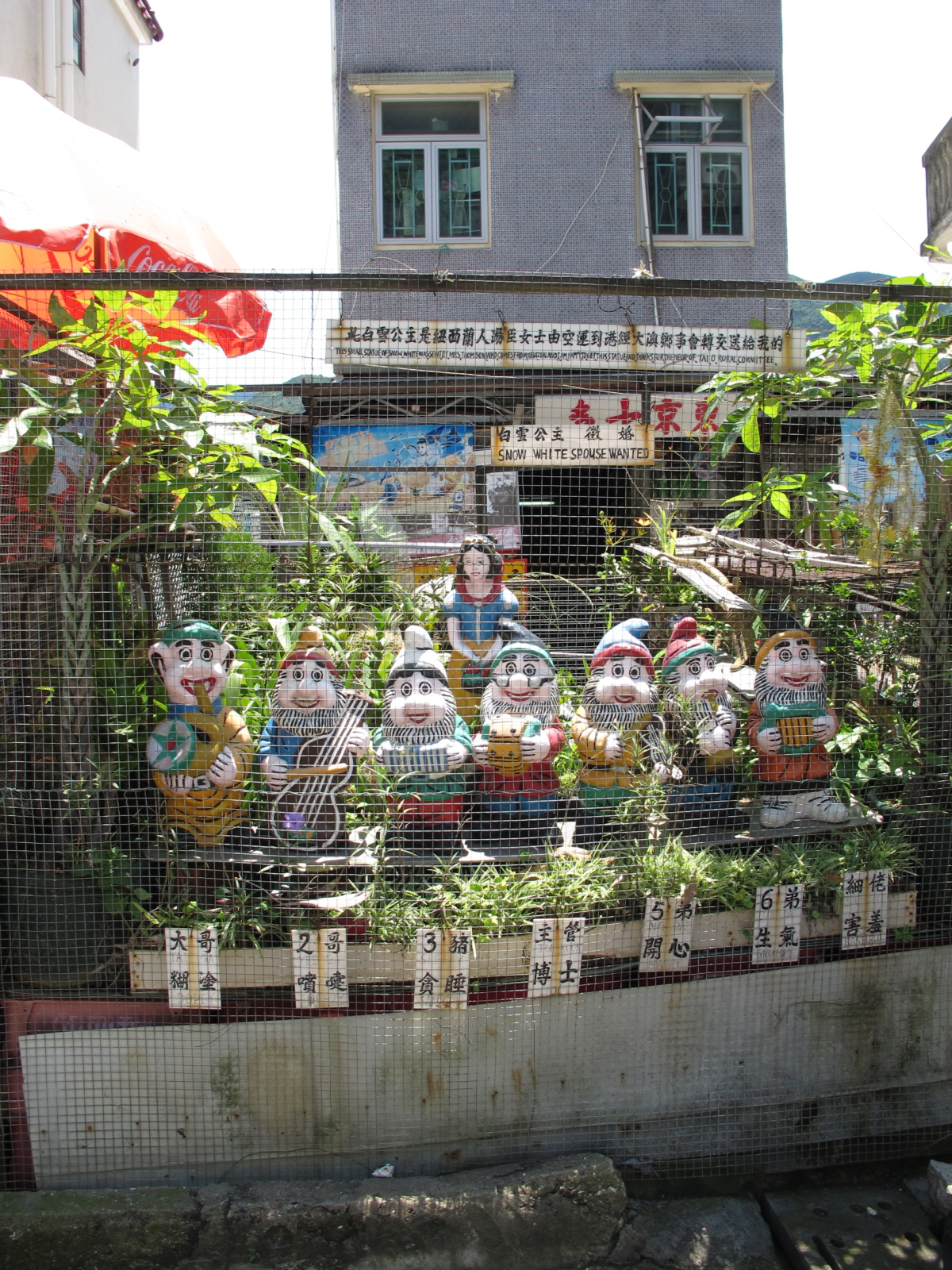
「東京士多」門外的白雪公主加七個小矮人公仔已成為大澳的必到景點
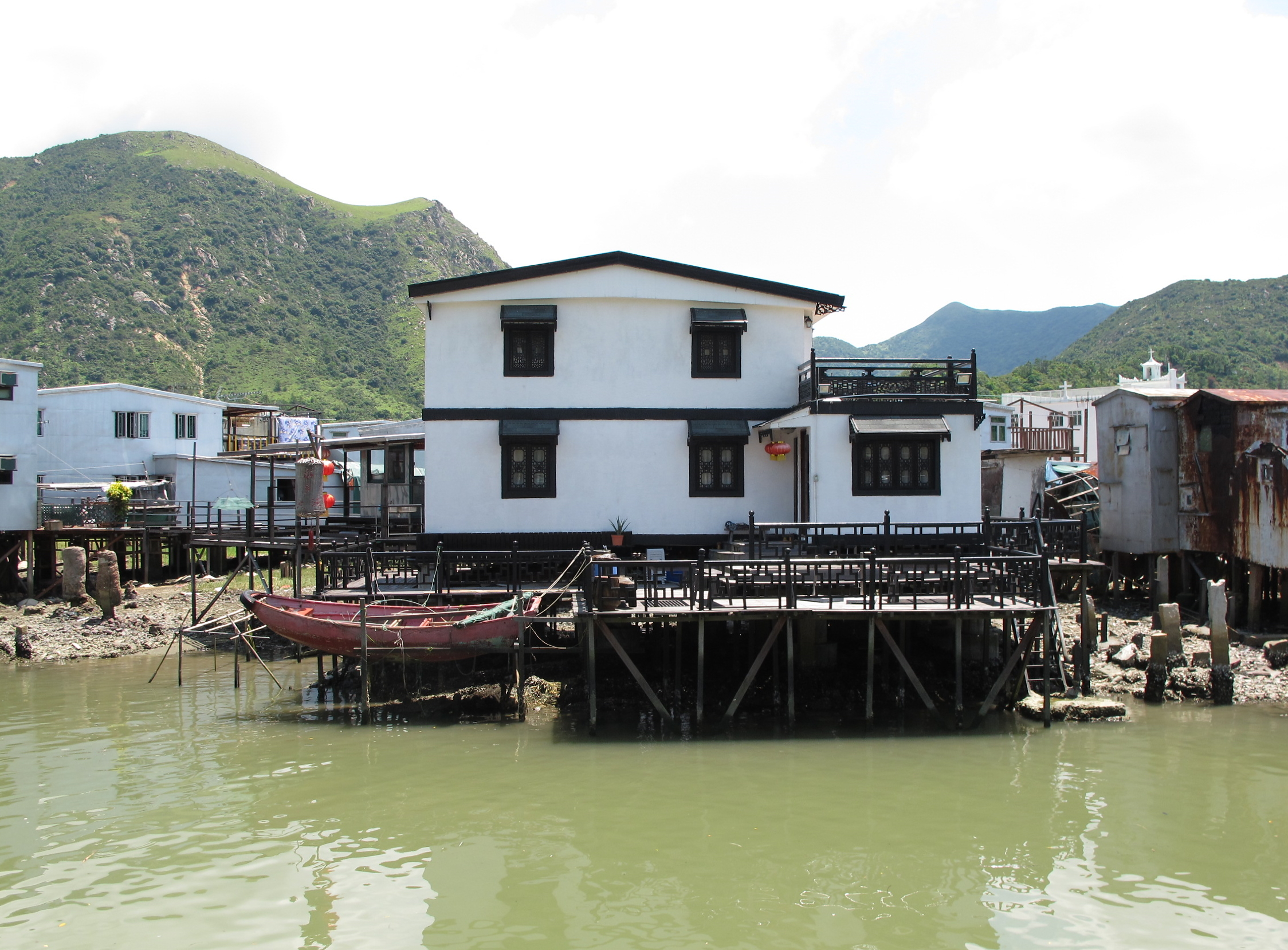
大澳特式棚屋
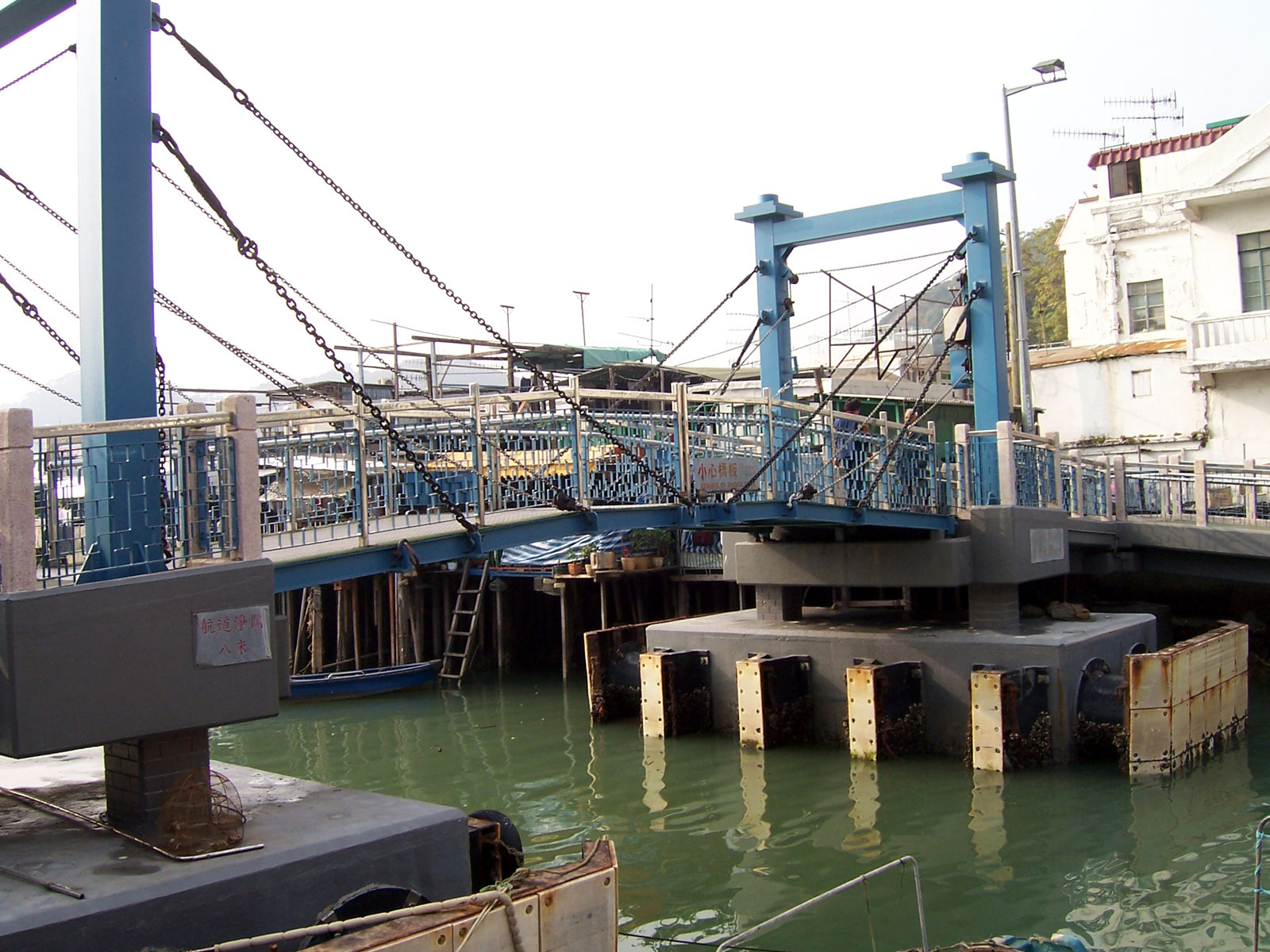
大澳涌行人橋，橋的中部為吊橋設計，可收起以供較大型艇隻駛過
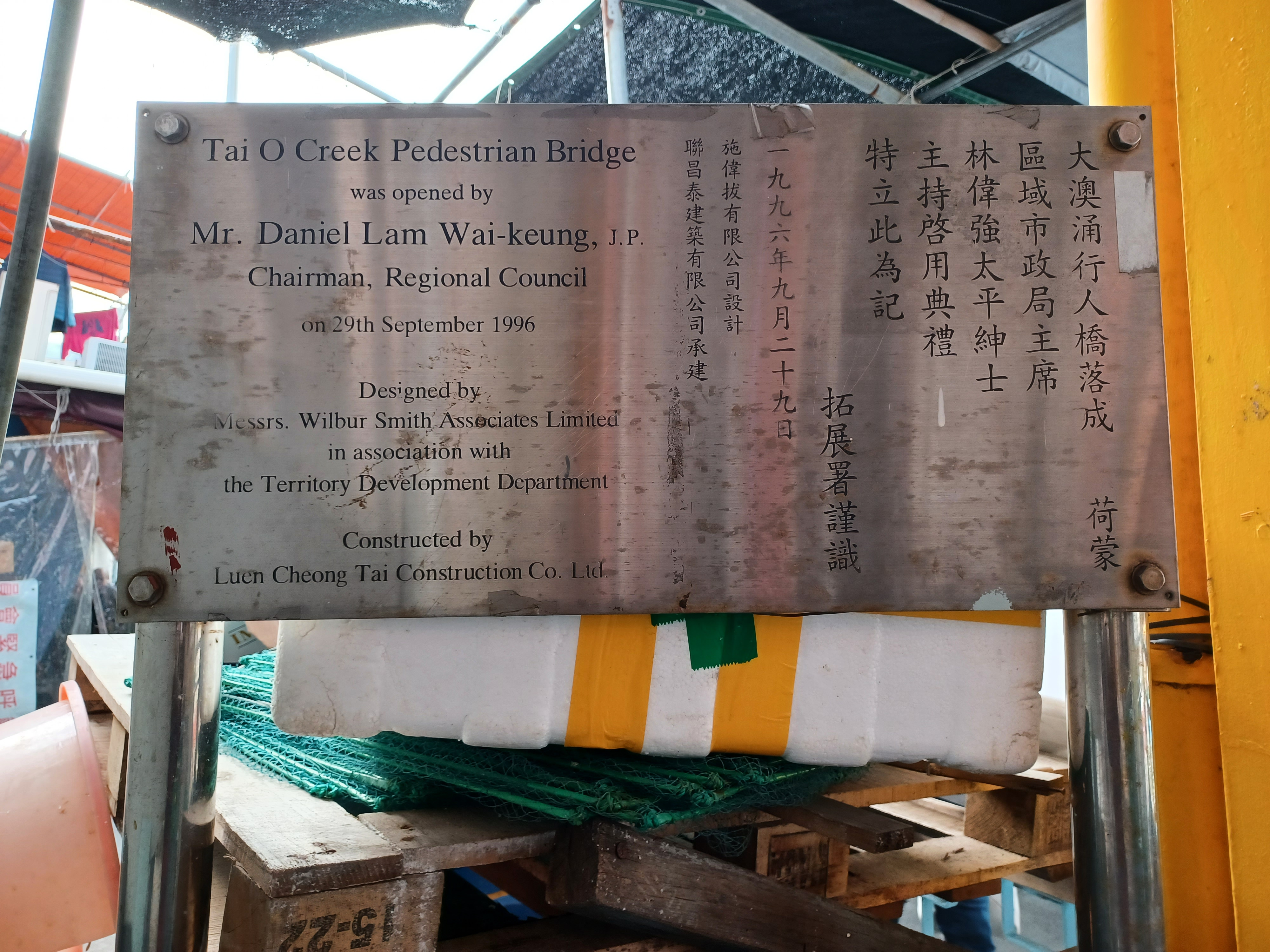
大澳涌行人橋啟用誌

## 社區設施

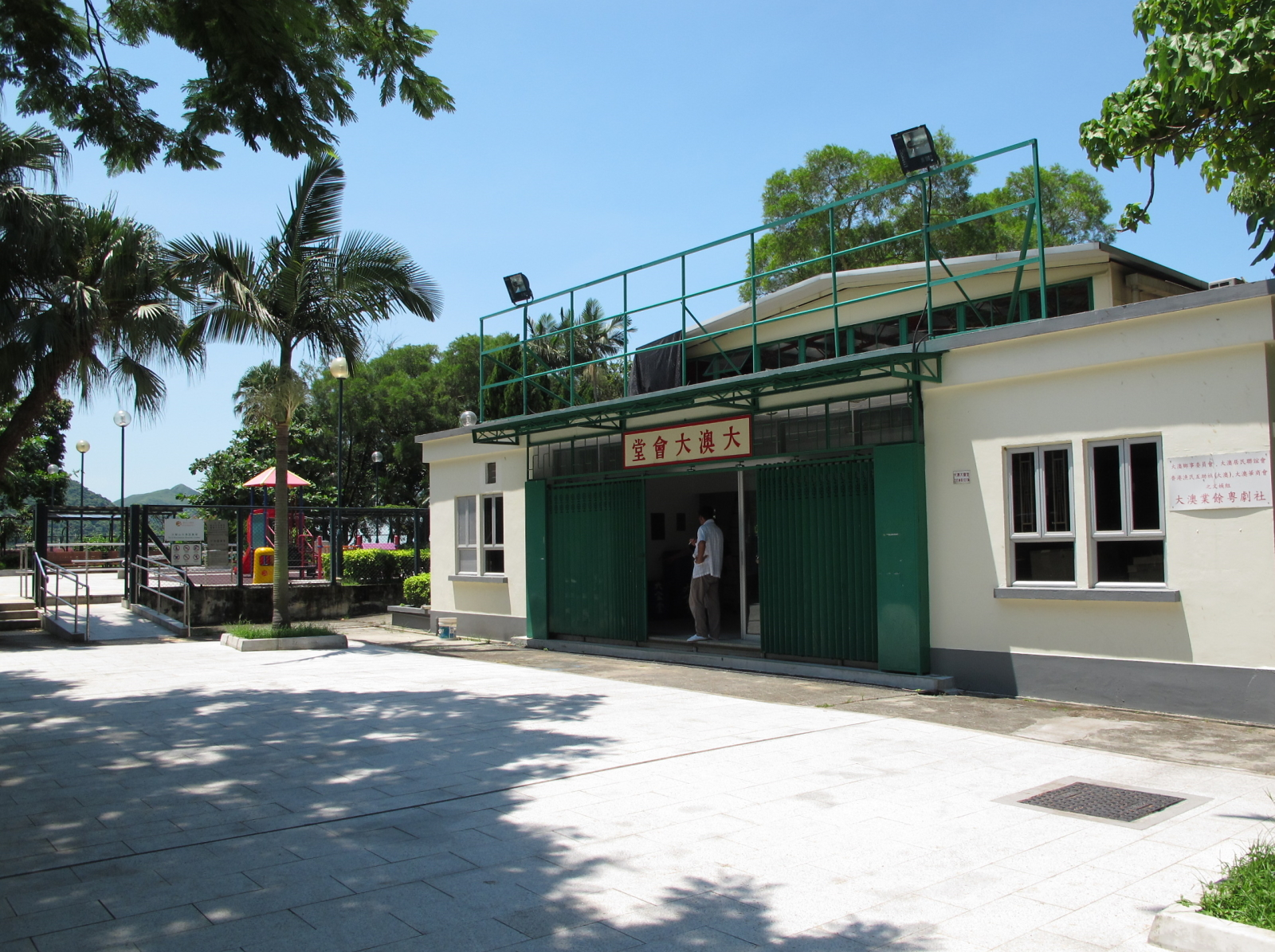
大澳大會堂

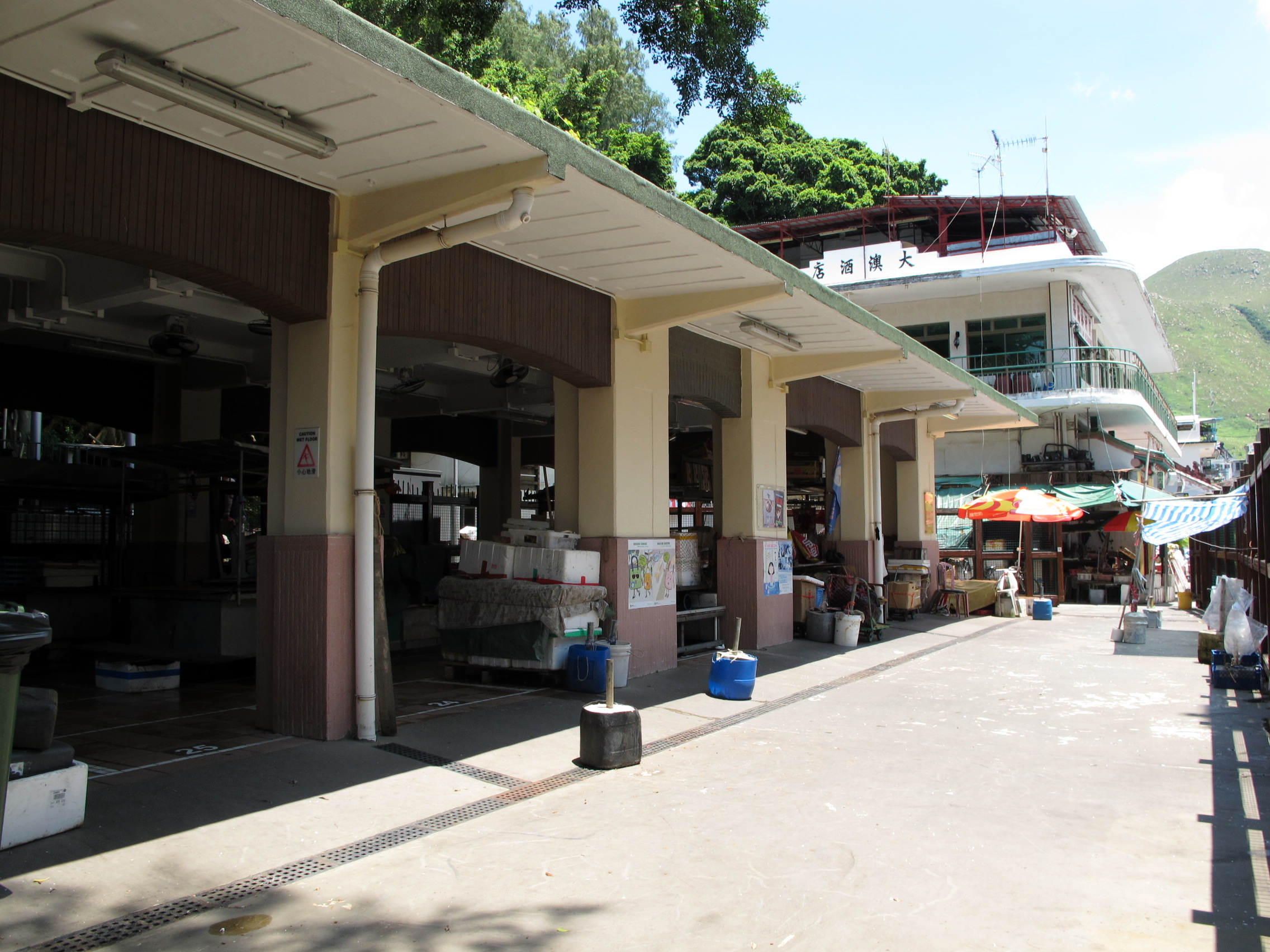
大澳街市

- 大澳街市
- 舊大澳消防局
- 賽馬會大澳診所
- 大澳郵政局
- 大澳大會堂
- 大澳社區中心
- 大澳遊樂場

### 學校

#### 中學

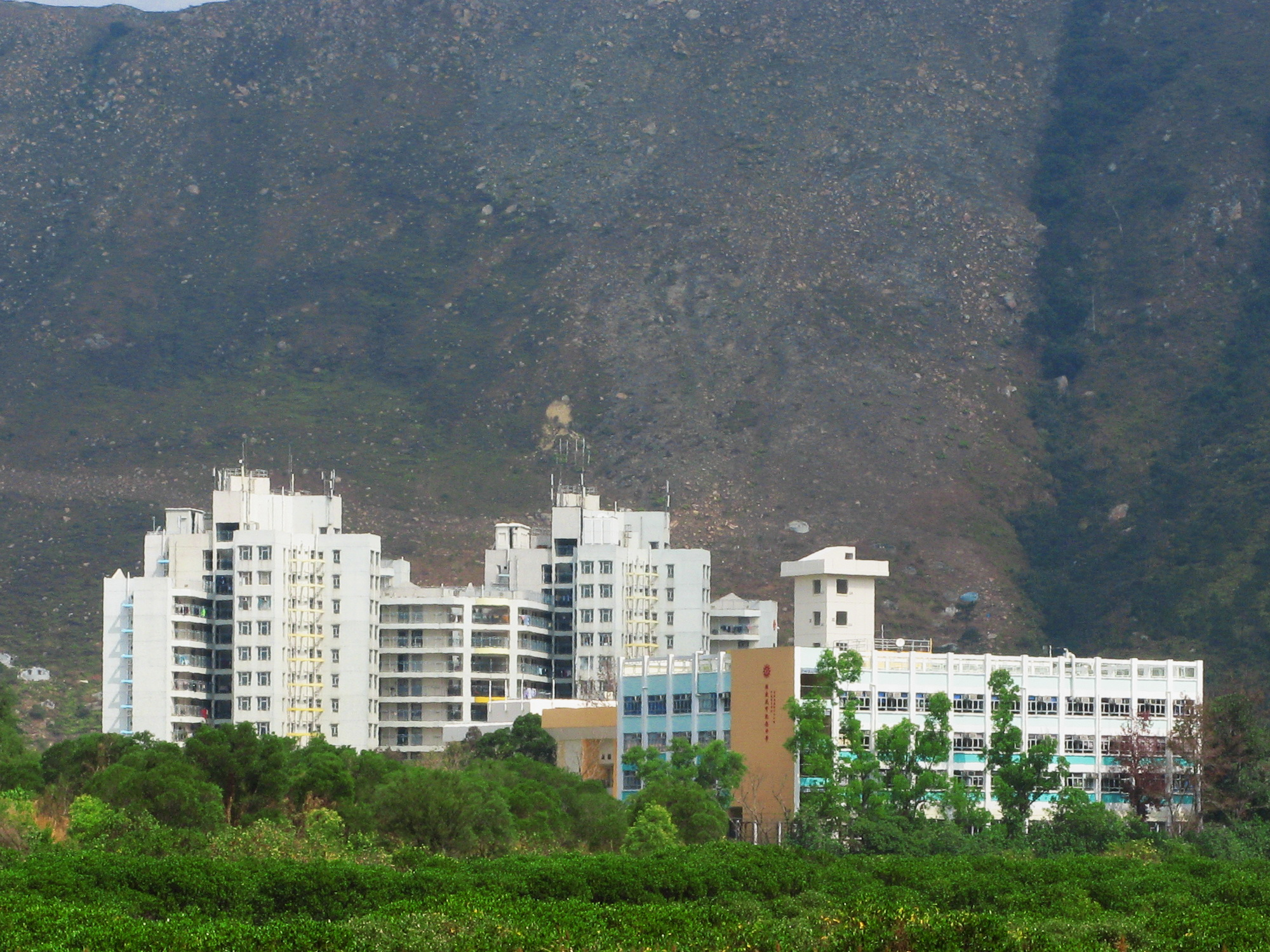
龍田邨（左）及佛教筏可纪念中学（右 ）

- 佛教筏可纪念中学

#### 小學
- 中華基督教會大澳小學 [9]
- 永助學校（1937年創辦）（收生不足，已於2003年8月31日停辦） [10]
- 大澳公立學校（收生不足，已於1999年8月31日停辦，於2004年重新開辦為香港少林武術文化中心（页面存档备份，存于））

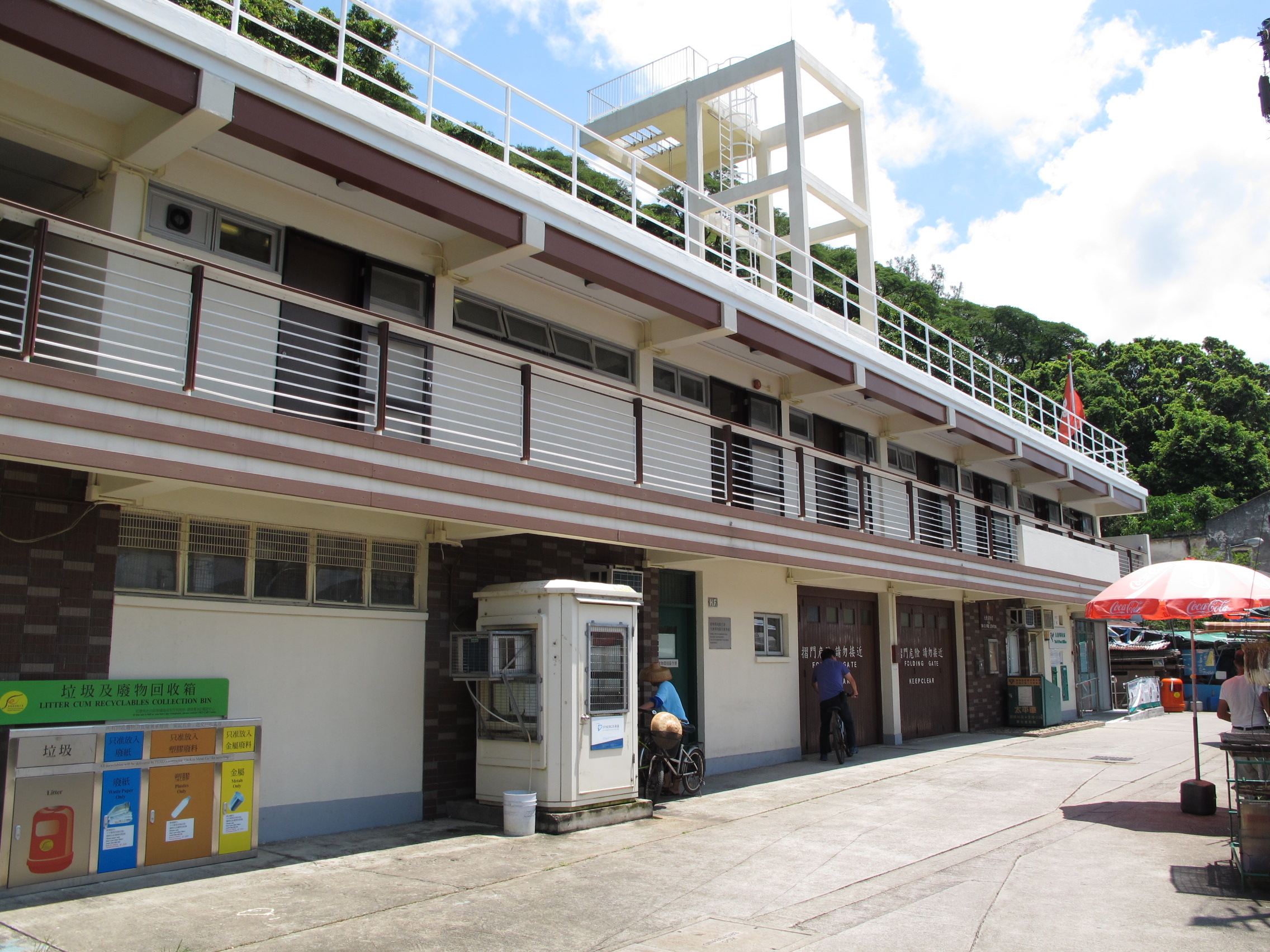
舊大澳消防局
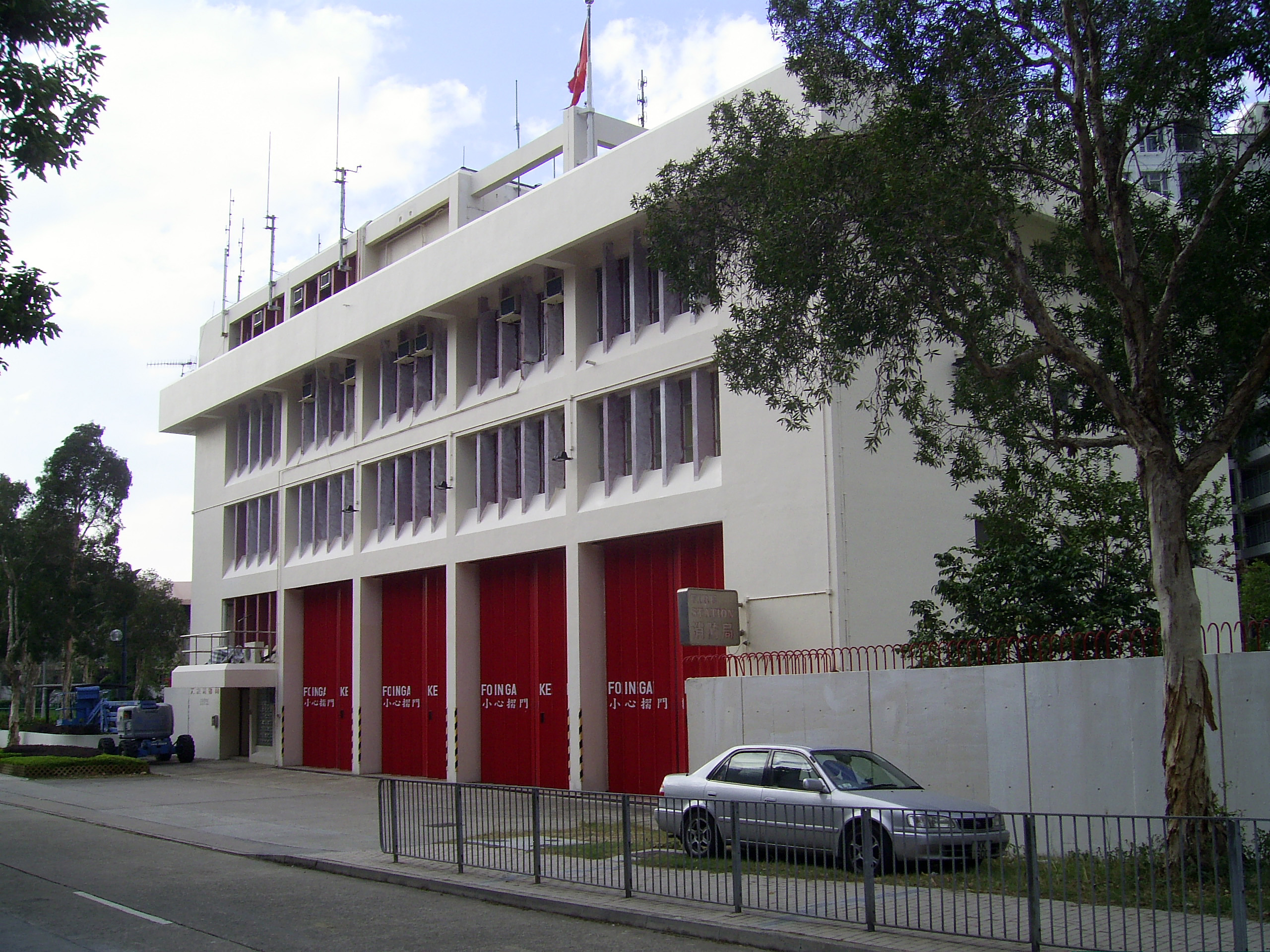
大澳分區消防局（新局）
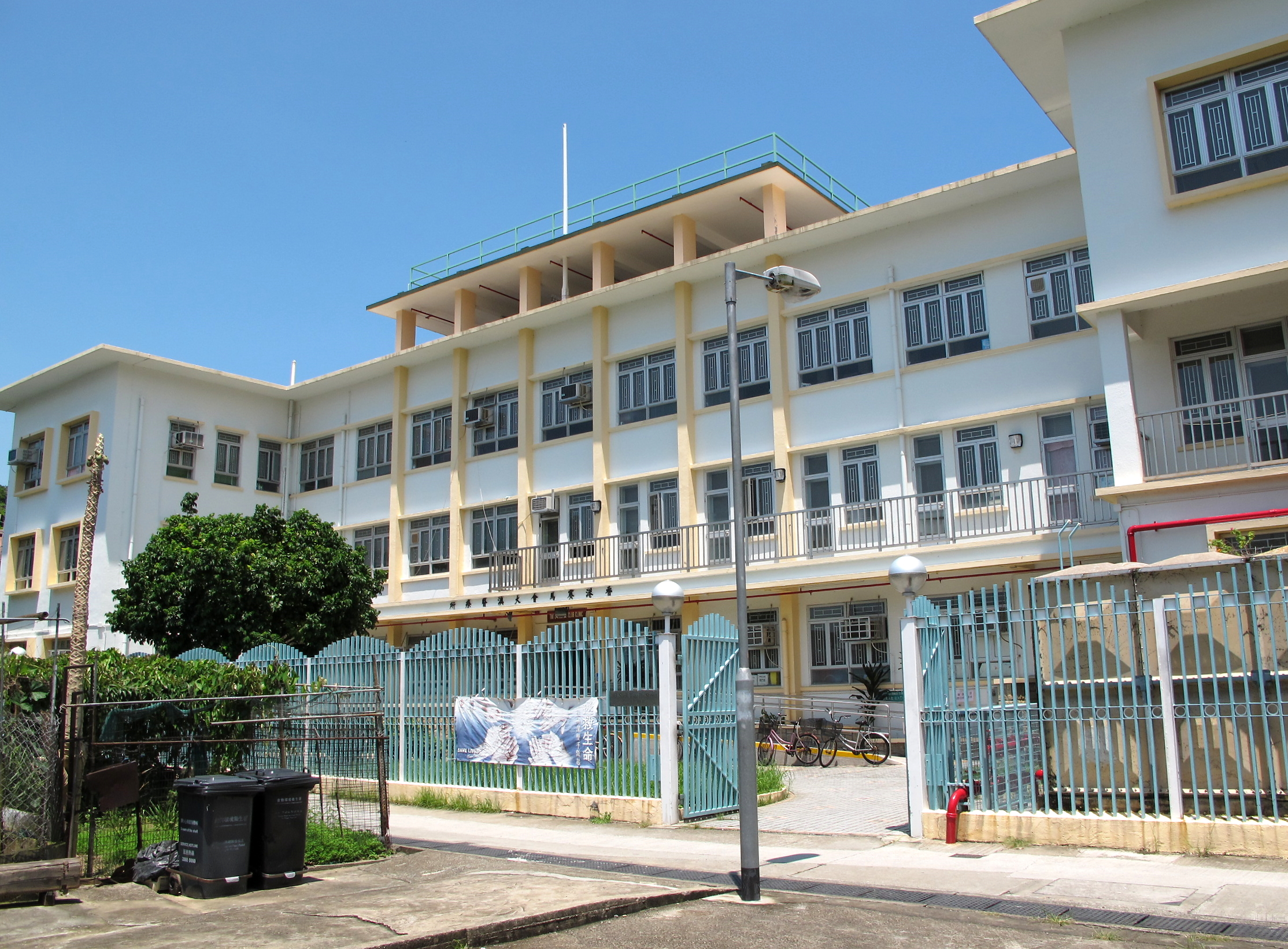
大澳賽馬會普通科門診診所
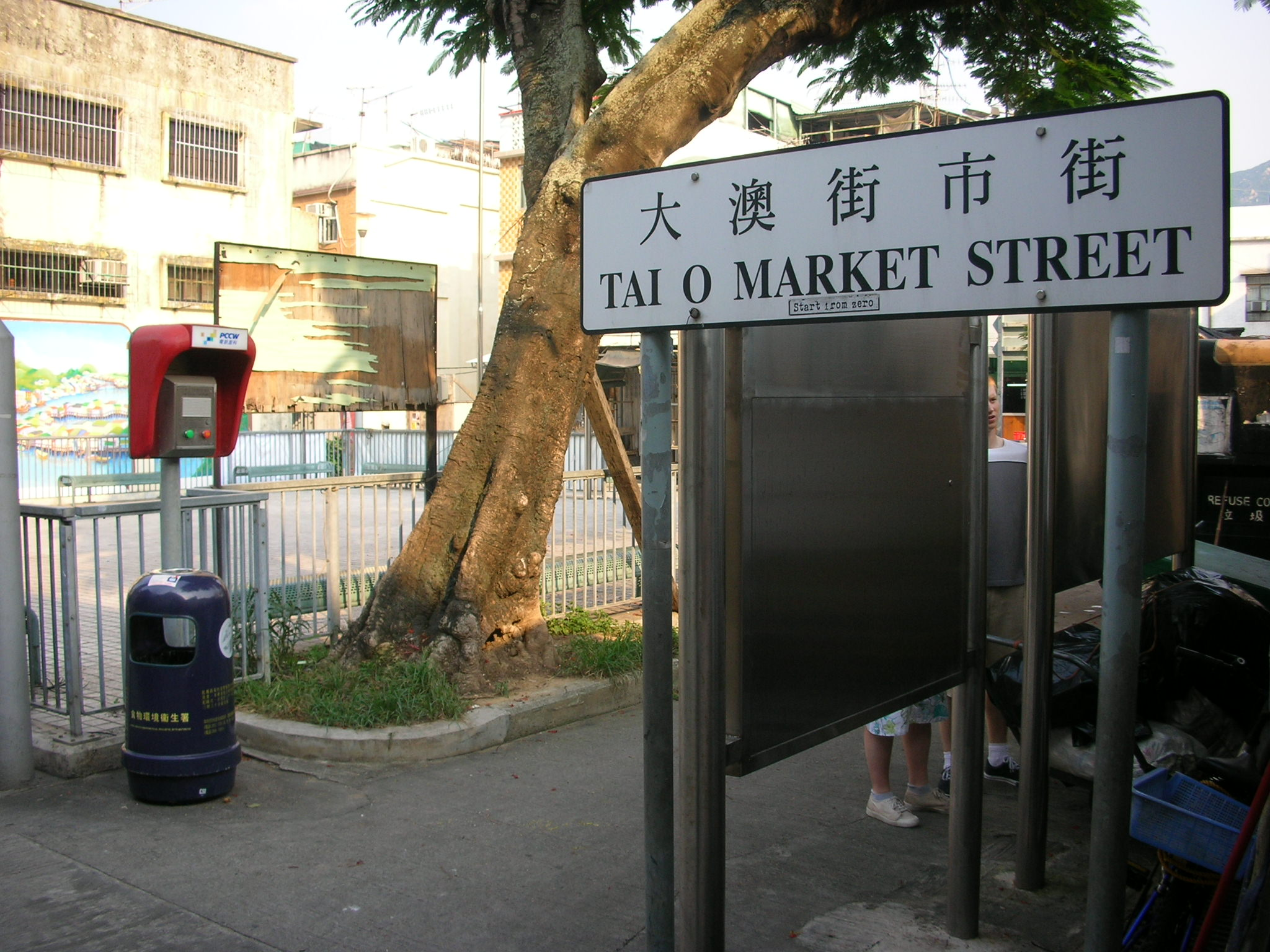
大澳街市街
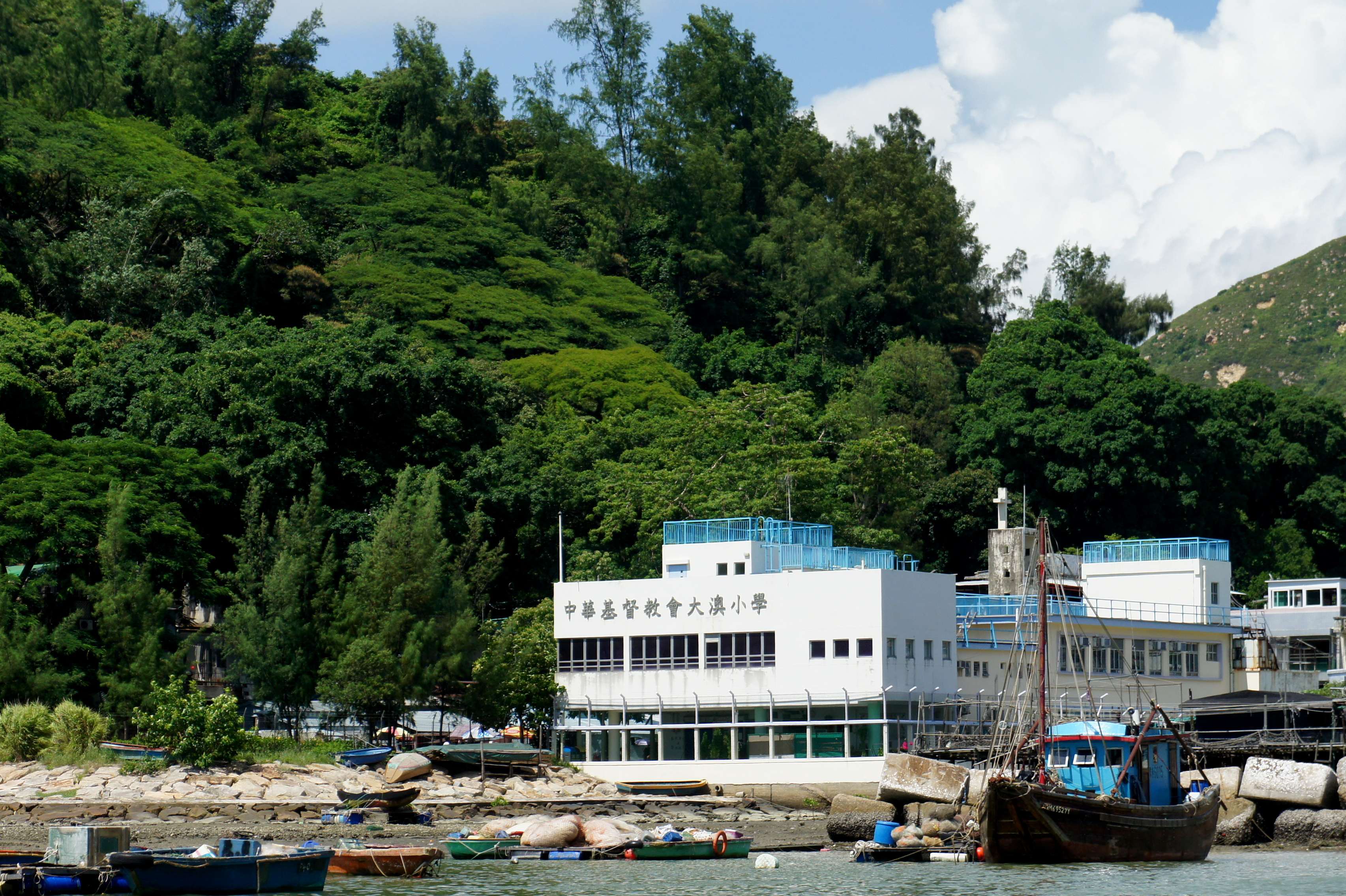
中華基督教會大澳小學
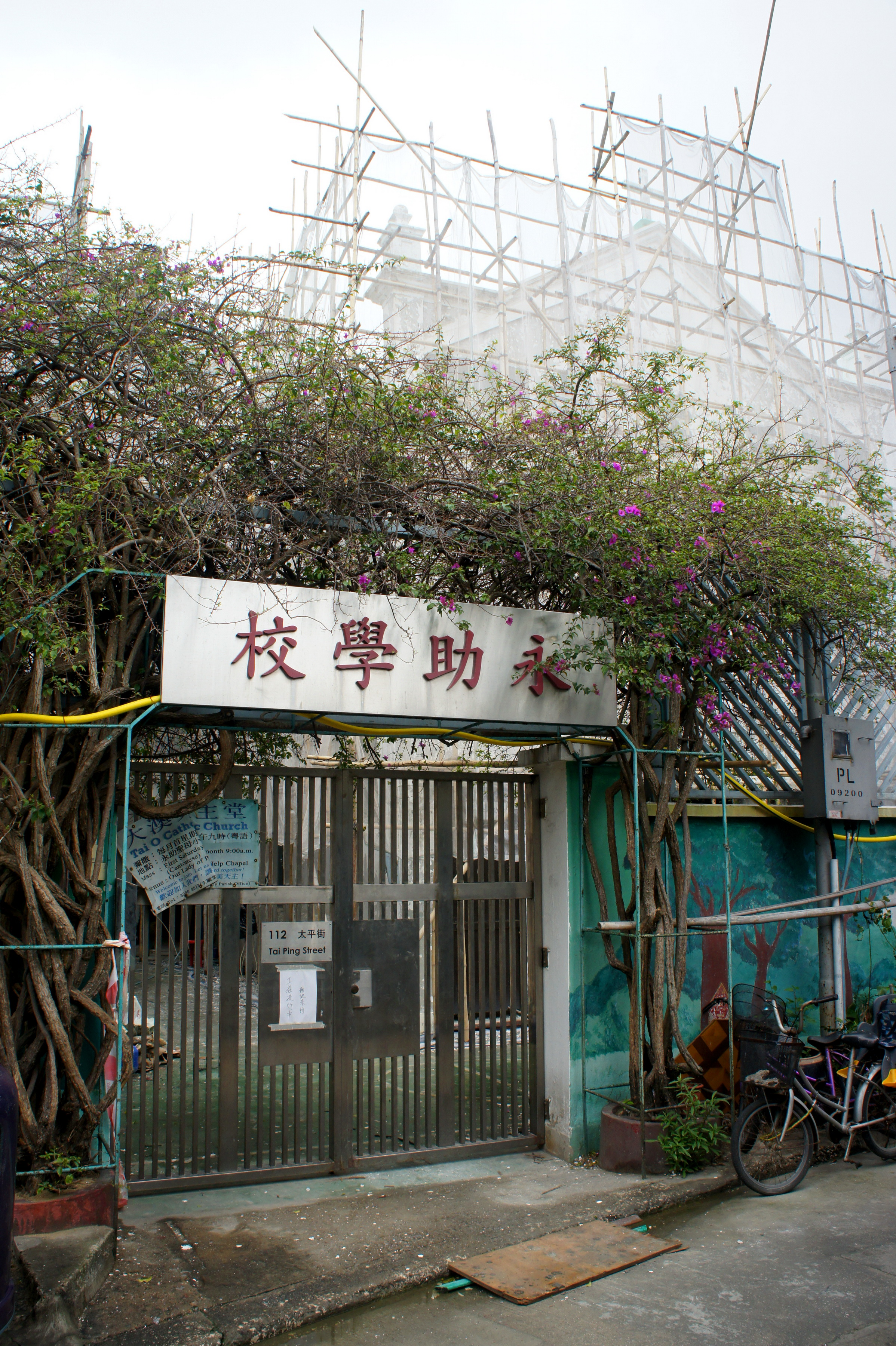
永助學校（已停辦）

### 幼稚園
- 基督教宣道會大澳幼稚園 （页面存档备份，存于）（1961年創辦）
- 佛教張梅桂幼稚園 （页面存档备份，存于） （1995年創辦）

### 武術學校

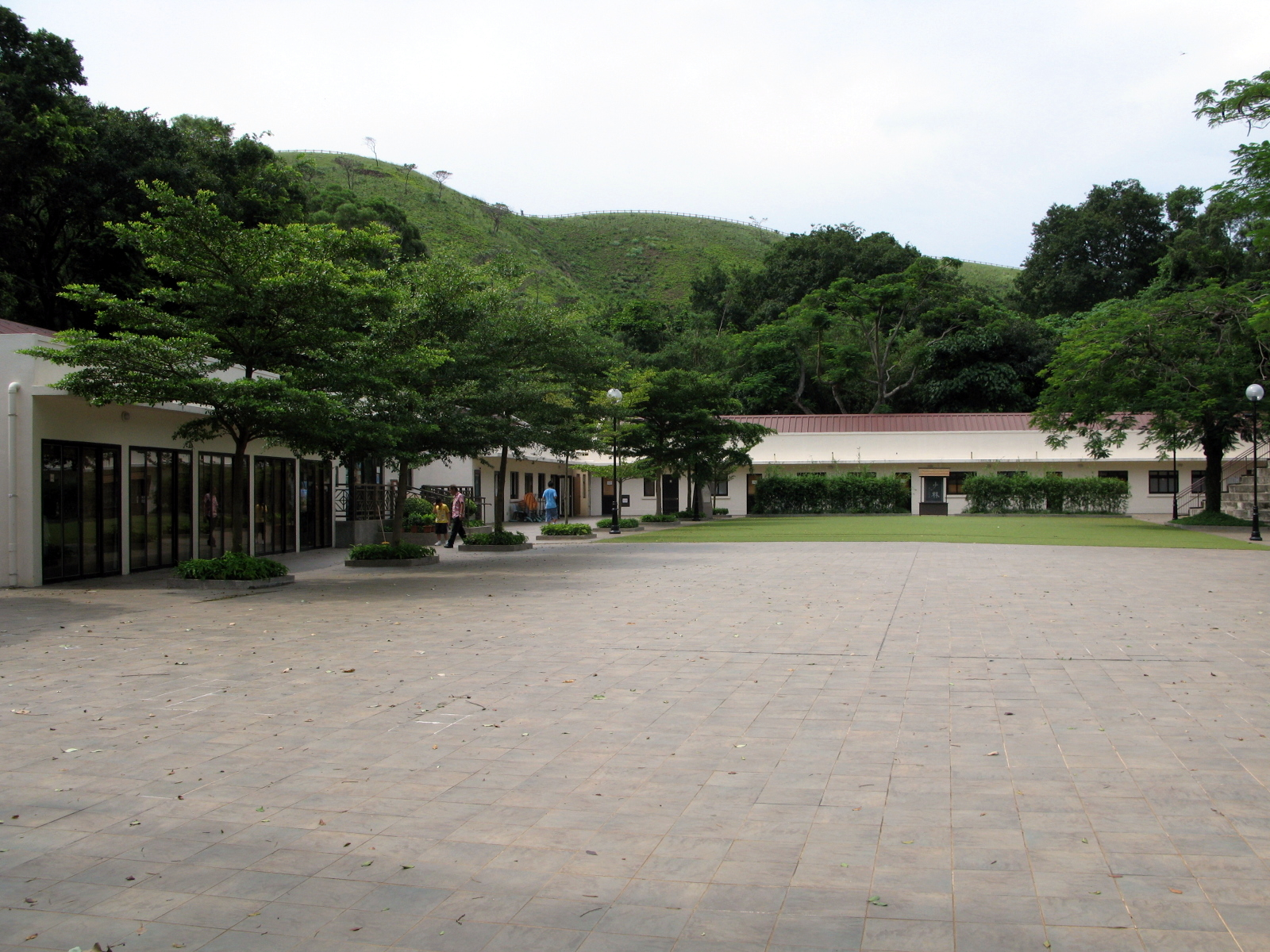
大澳少林寺武術學校

- 由香港少林武術文化中心於大澳公立學校舊址開辦武術學校（页面存档备份，存于）和訓練基地，推廣正規嵩山少林寺的武術文化。

## 歷史建築

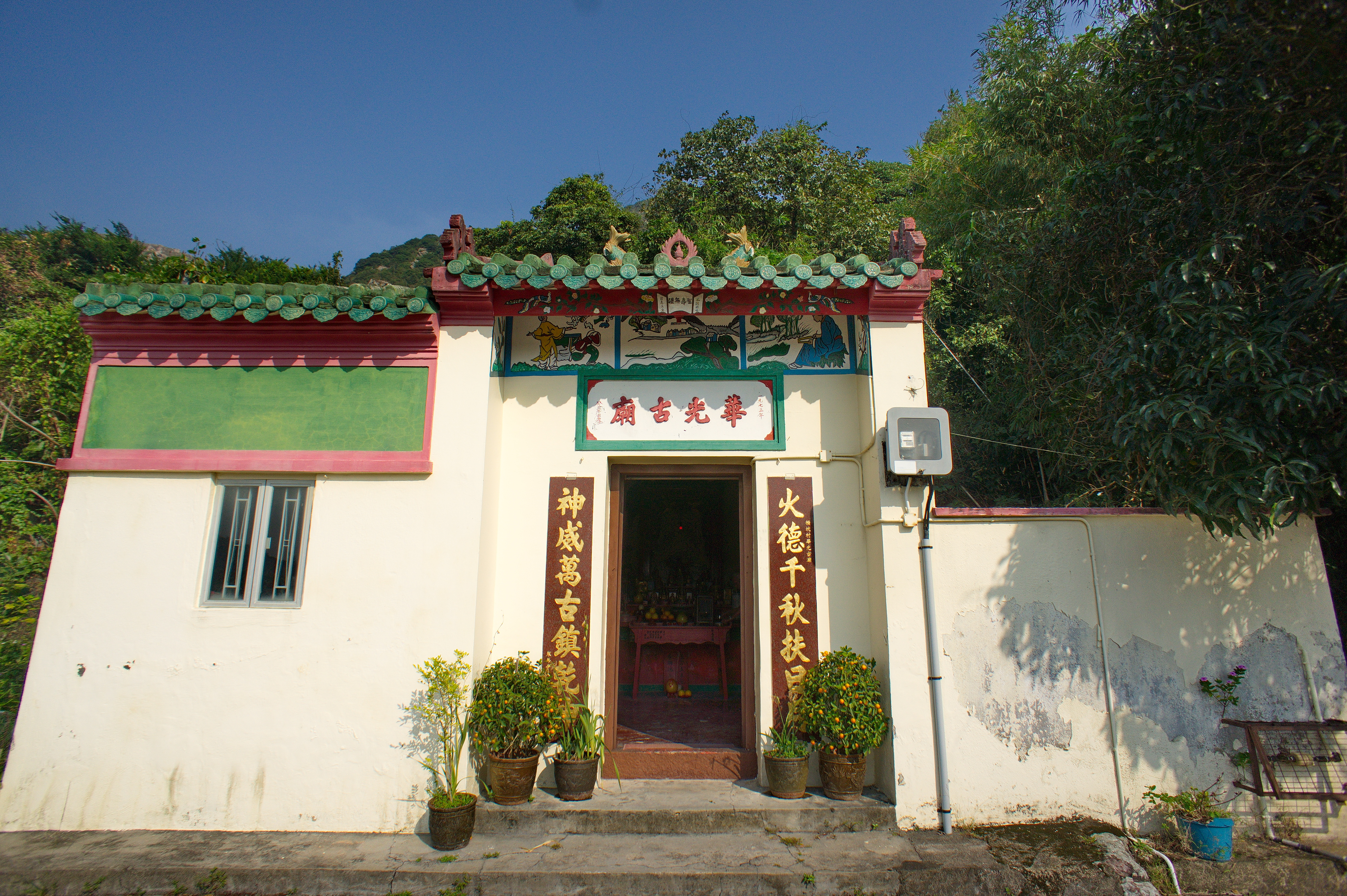
華光古廟

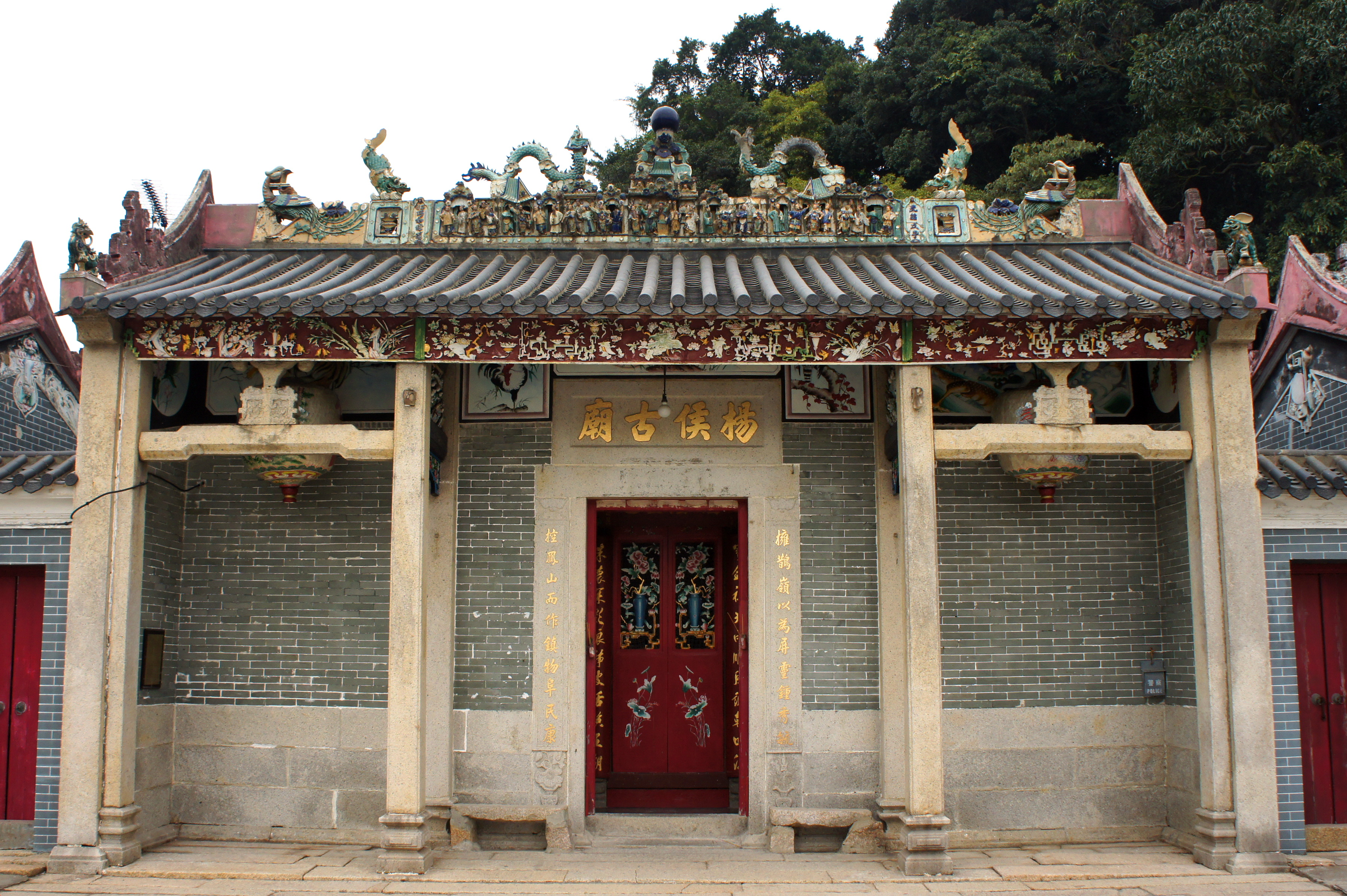
大澳楊侯古廟

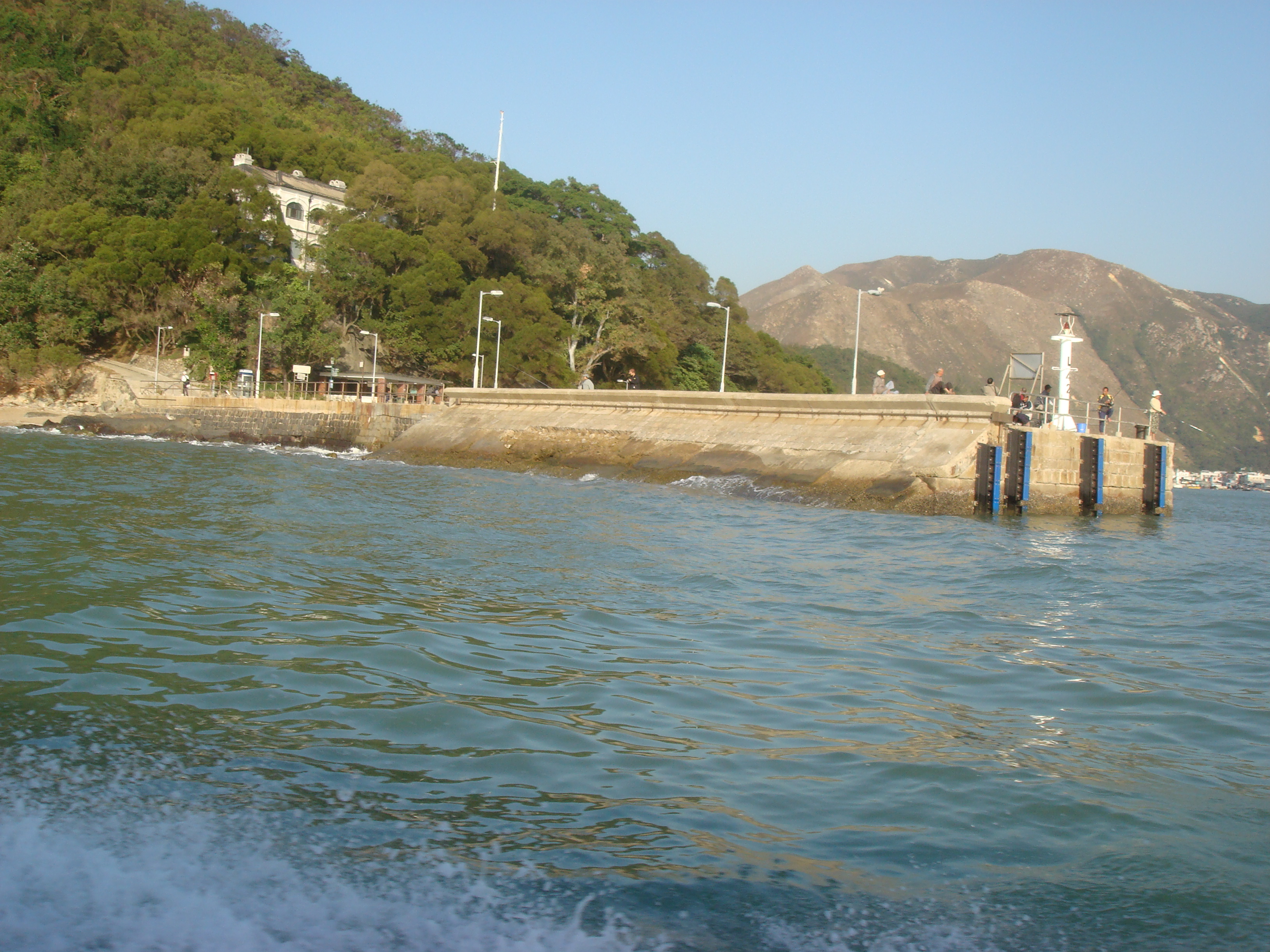
大澳公眾碼頭與舊大澳警署

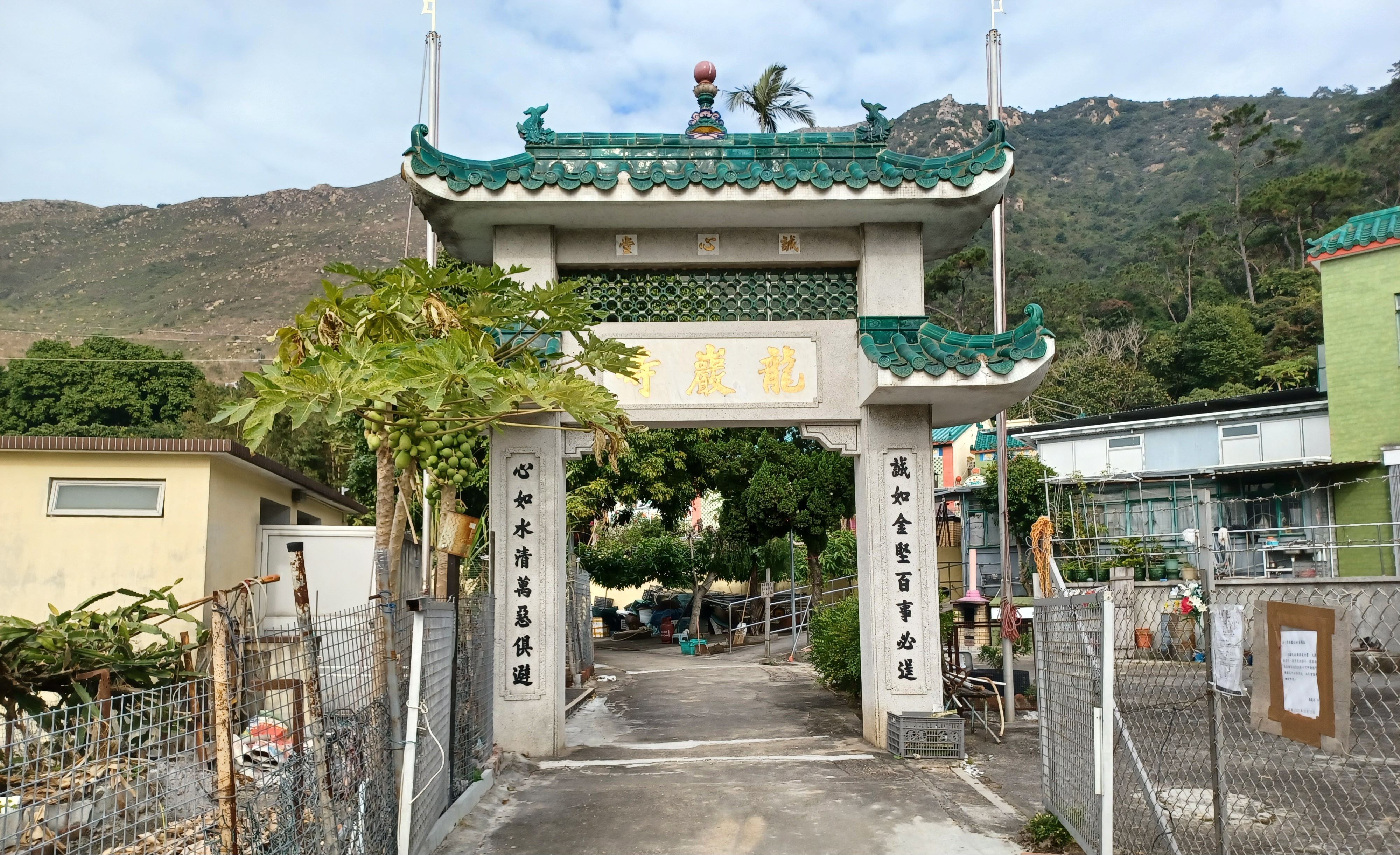
大澳龍巖寺牌坊

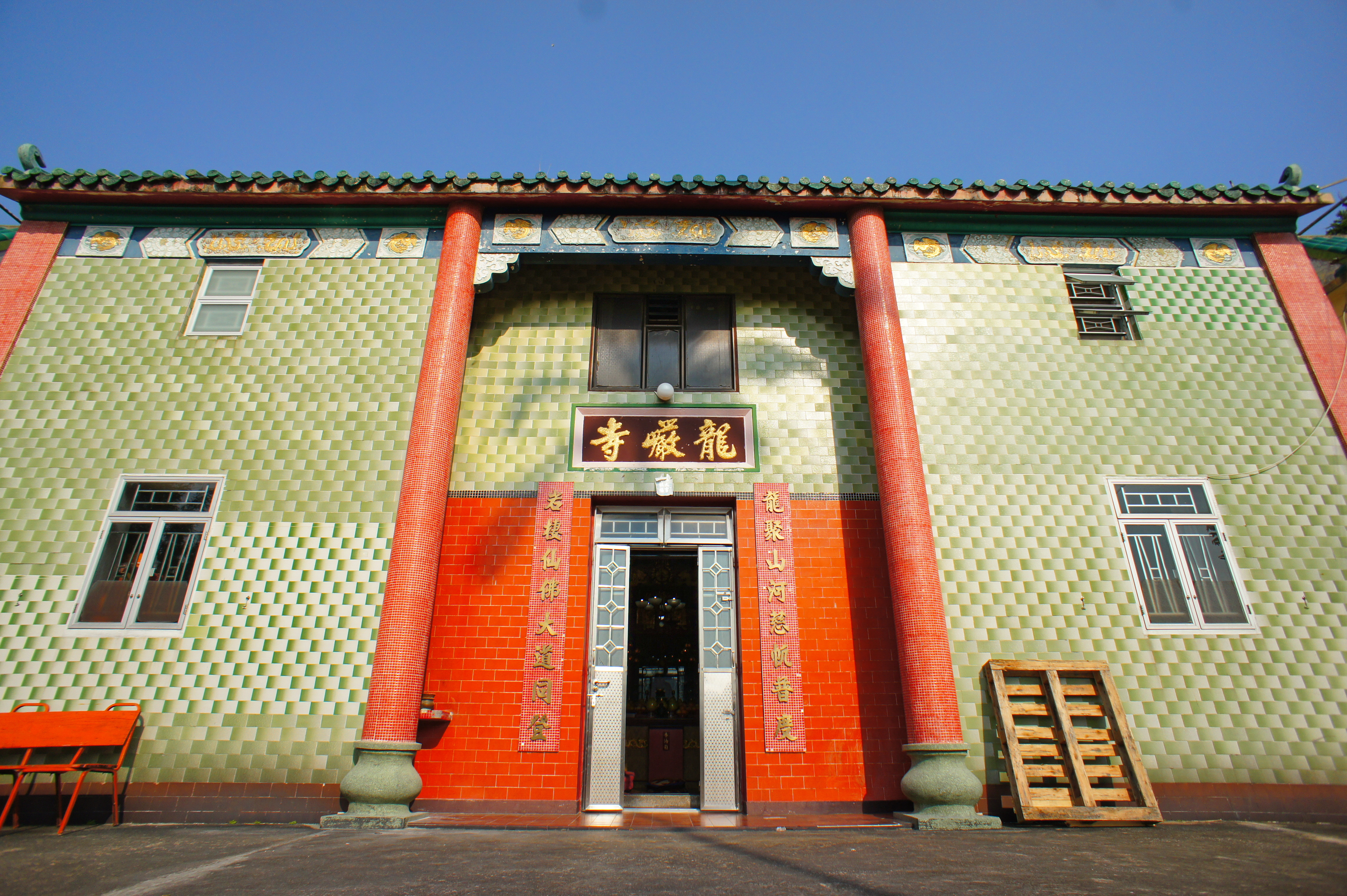
大澳龍巖寺

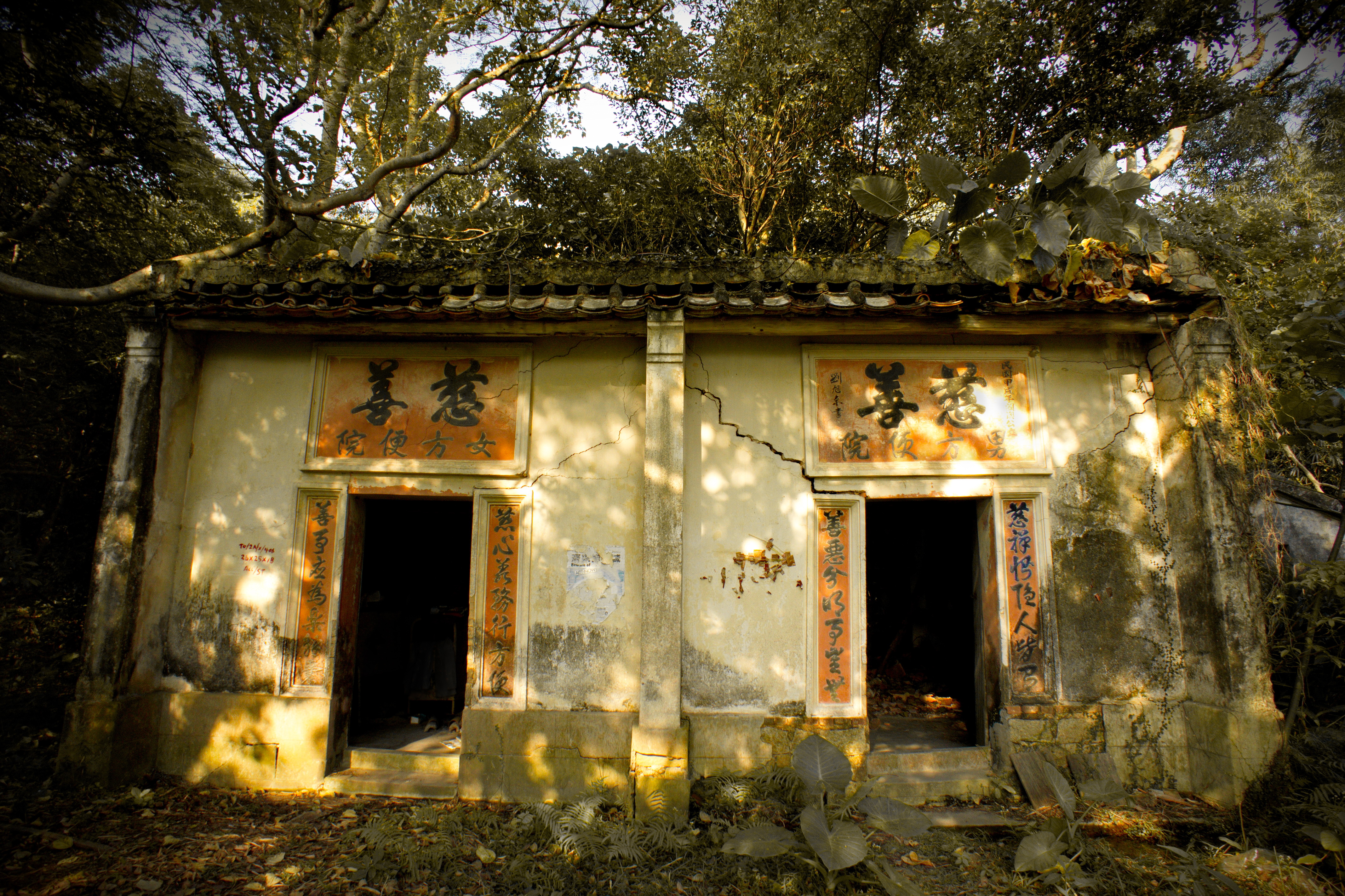
大澳慈善方便院

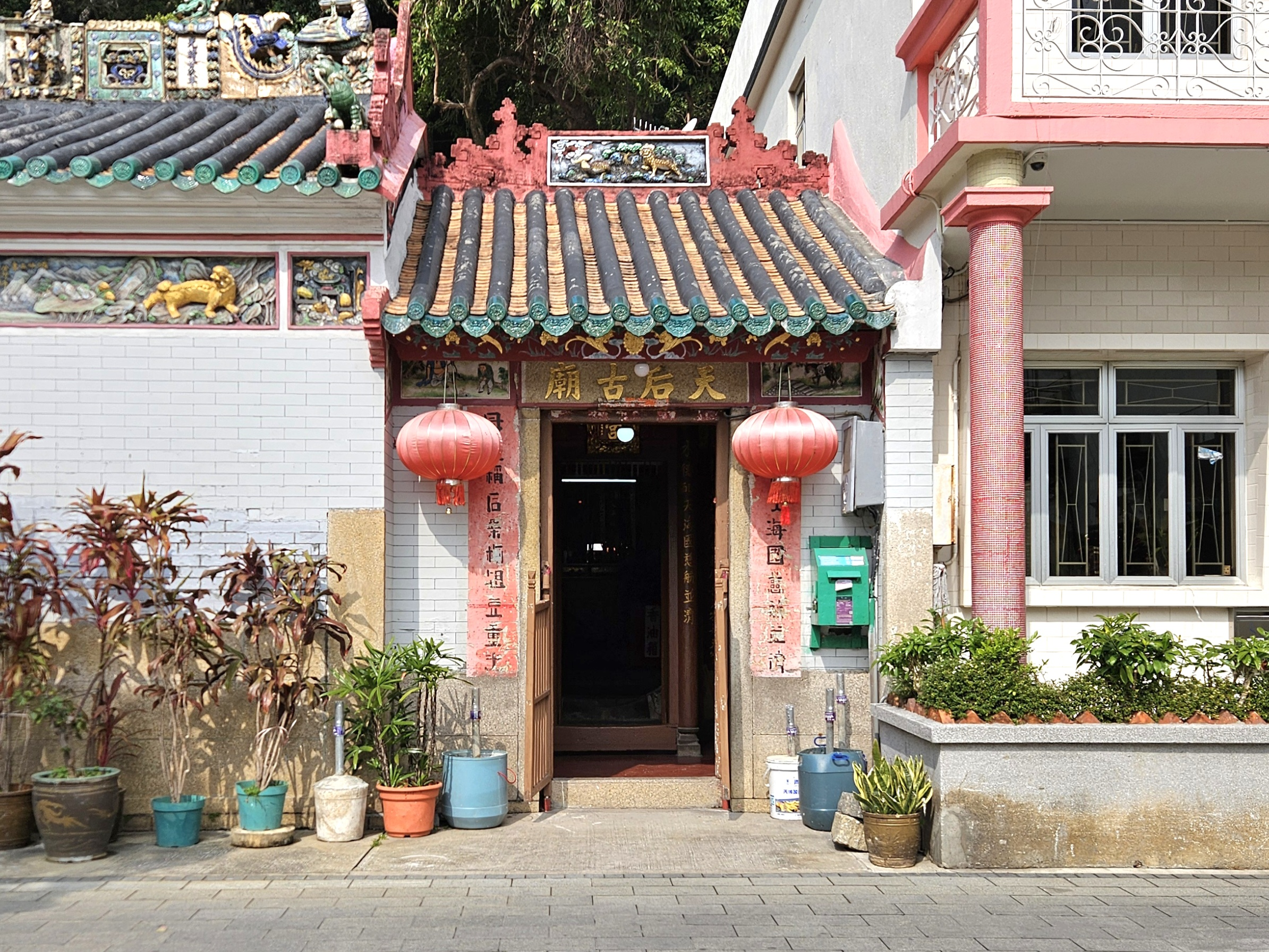
大澳天后古廟

- 舊大澳警署（活化成大澳文物酒店，2012年2月27日開幕。）
- 洪聖古廟
- 關帝古廟
- 楊侯古廟
- 大澳市場
- 龍巖寺
- 華光古廟
- 大澳慈善方便院（香港三級歷史建築）
- 大澳天后古廟（北市天后古廟）
- 大澳新村天后古廟（鹽田天后古廟）
- 義塚
- 李錦記舊址
- 嶼北界碑
- 大澳街市街二號及四號[11]（香港二級歷史建築）
- 永慶火油倉
- 石狗（盤瓠）
- 鹽田遺址

## 酒店
- 大澳文物酒店

## 屋邨
- 龍田邨
- 龍軒苑
- 天利苑

## 區議會議席分佈
大澳現時常住人口較少，而整個大澳都劃入離島選區。

## 宣傳關注
大澳的名字，常見於本地和外地的電視旅遊特輯，以及報章、雜誌的旅遊版或副刊。
1991年由周星馳主演的電影《龍的傳人》曾在大澳取景拍攝。
1992年由张艾嘉编剧、梁朝伟主演的电影《三个夏天》即是以大澳为剧情发生地。
1995年由周文健、王敏德主演的電影《月黑風高》講述了大澳警署署長周仔和去大澳度假的兇殺組高級督察Micheal合力調查村民Simon死亡案件的故事
香港的無綫電視曾往大澳拍攝劇集《大澳的天空》，由吳啟華、陳松伶、元華及陳妙瑛主演，在1998年2月9日首播。
2021年的ViuTV劇集《大叔的愛》曾在大澳取景拍攝。

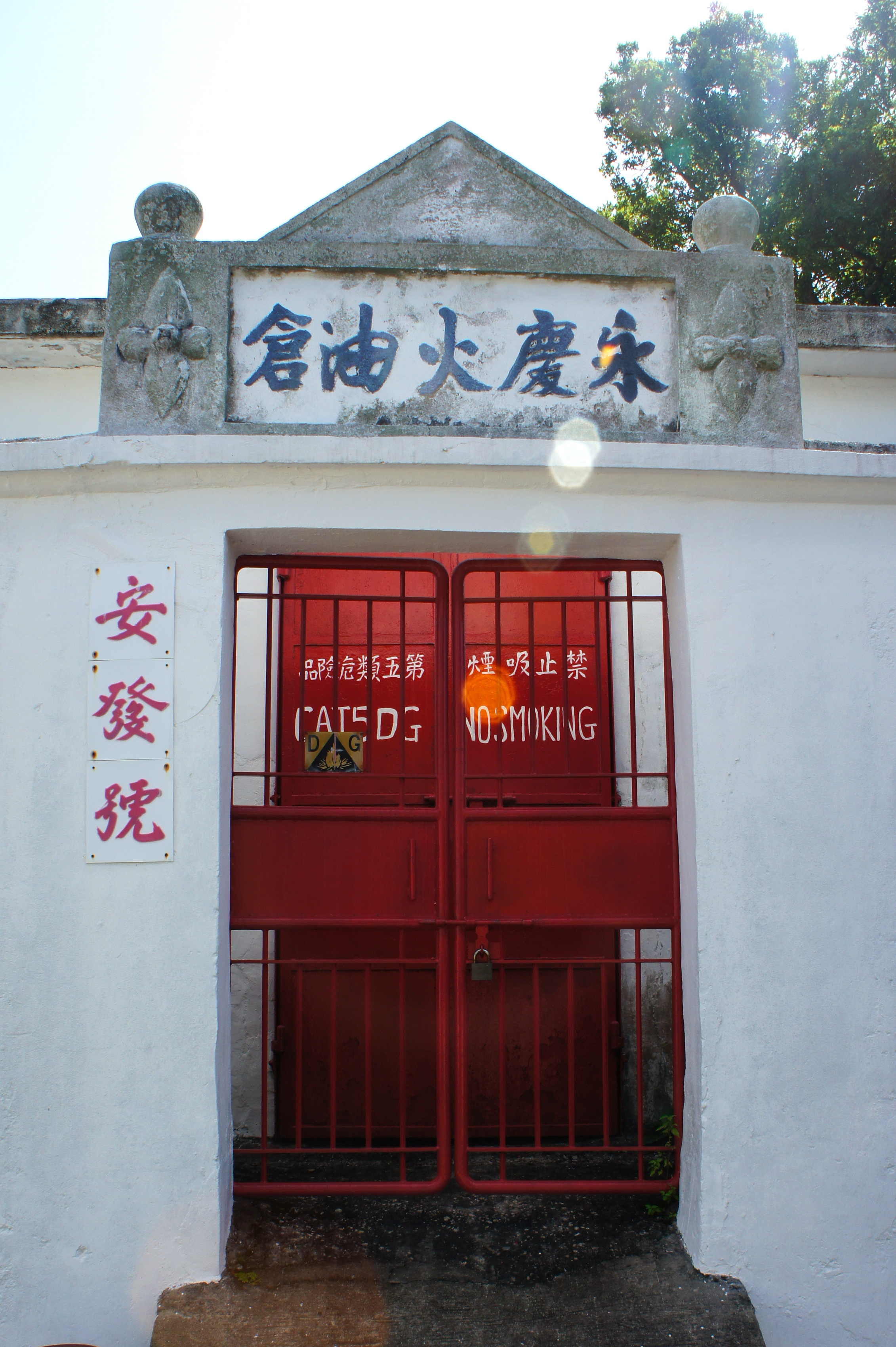
永慶火油倉（香港三級歷史建築）
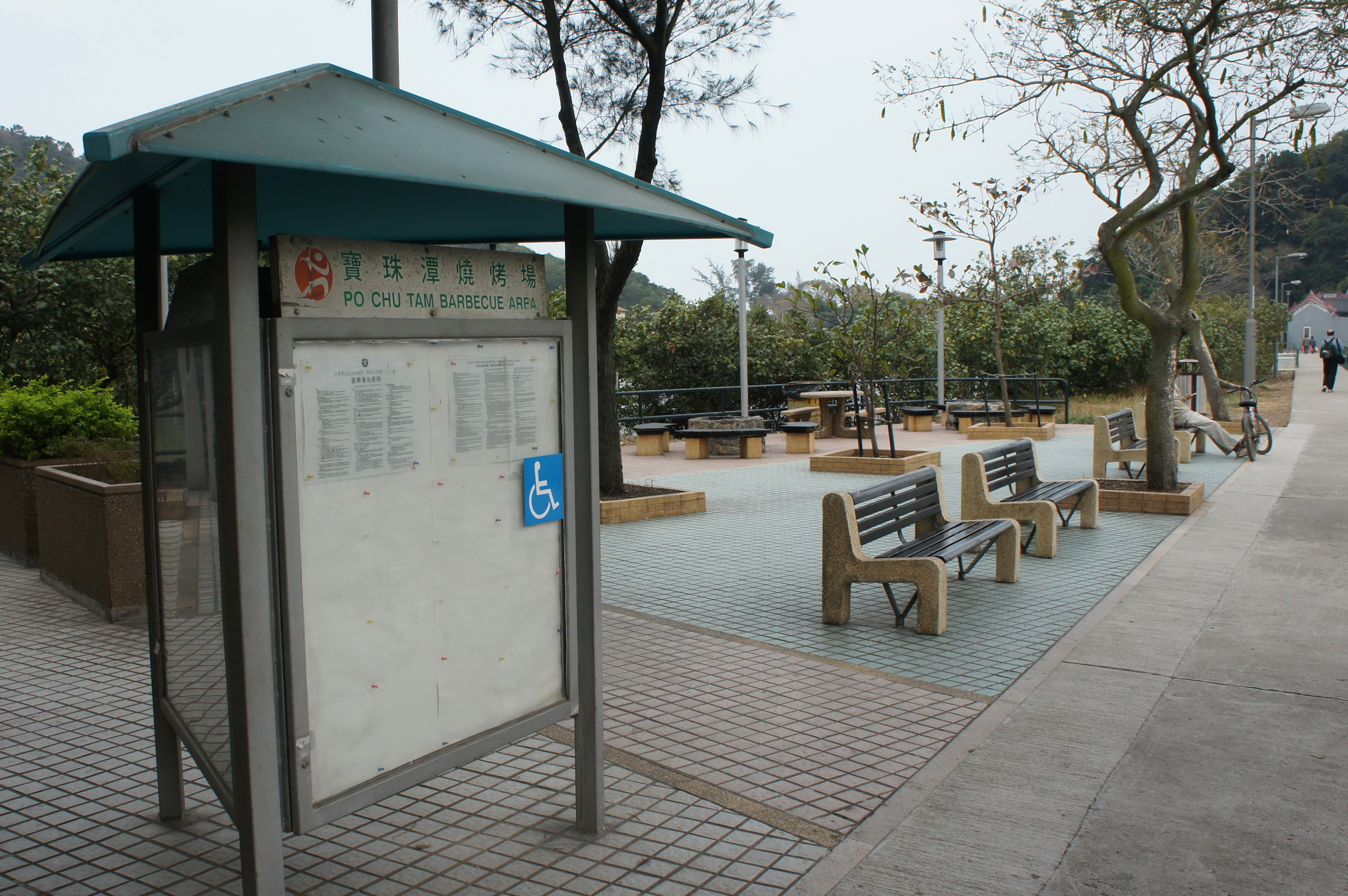
寶珠潭燒烤場，大澳楊侯古廟在右遠方。
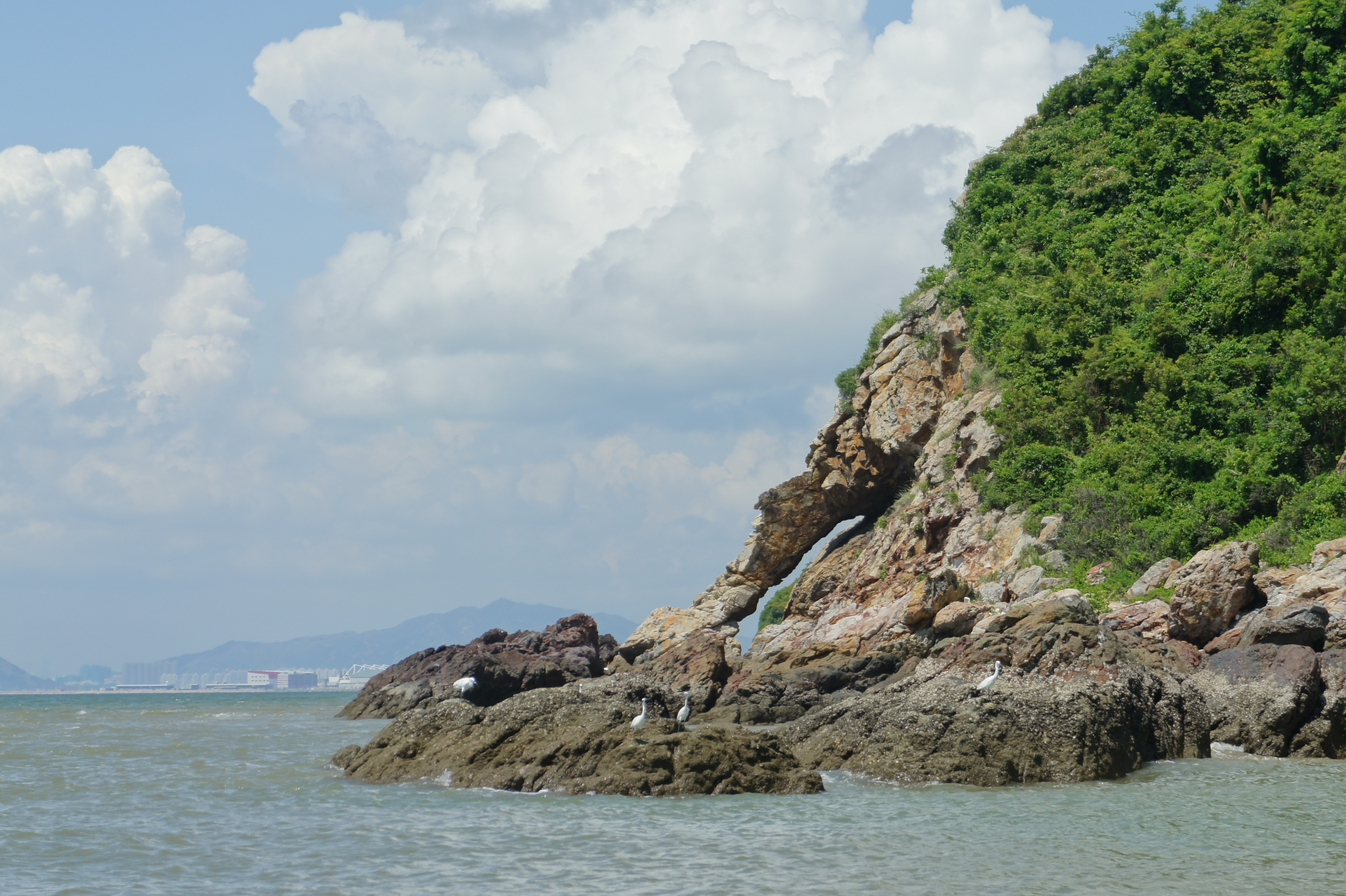
位於大嶼山虎山西北部的海崖，前臨伶仃洋的大澳地標「將軍石」。

## 交通
前往大澳，可乘搭以下地點開出的巴士路線：

來往屯門-東涌-沙螺灣-大澳渡輪

- 梅窩（路線：新大嶼山巴士1號線，新大嶼山巴士N1線）
- 東涌站（路線：新大嶼山巴士11線）
- 昂坪（路線：新大嶼山巴士21線）

的士：

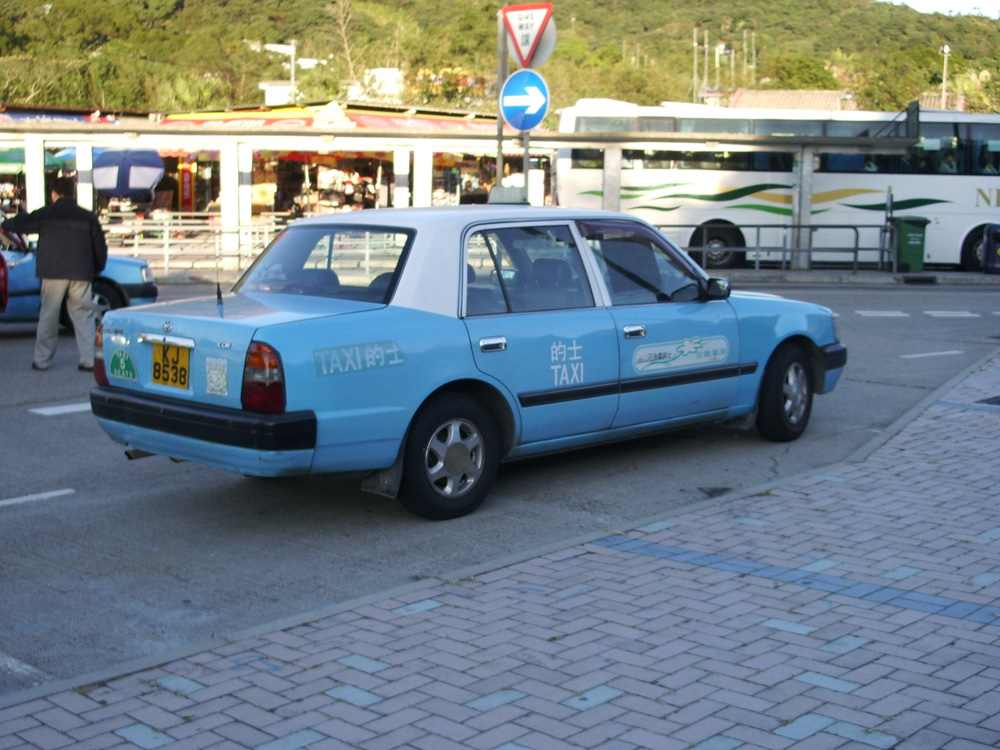
大屿山蓝色的士

大澳有渡輪碼頭，在大澳巴士站附近。碼頭每日開放，開往大澳的航線有：
- 屯門
- 東涌
- 沙螺灣

規劃中：
- 昂坪360：昂坪至大澳纜車
- 東涌至大澳沿海輕軌[12]

## 其他
1955年前，大澳以及整個大嶼山的電力由大澳合眾電力公司供電，其後公司被中華電力收購。

## 延伸閱讀
1. 廖迪生; 張兆和. . 香港: 三聯書店(香港)有限公司. 2006. ISBN 978-962-04-2505-9.

## 外部連結
- 大澳漁村及棚屋
- 離島旅遊網 > 大嶼山 > 大澳
- 東方威尼斯港式漁村大澳一日遊（页面存档备份，存于）

22°15′18″N 113°51′46″E / 22.254955°N 113.862855°E